# JR神戸線
JR神戸線（ジェイアールこうべせん）は、西日本旅客鉄道（JR西日本）が管轄する東海道本線のうち、大阪府大阪市北区の大阪駅から兵庫県神戸市中央区の神戸駅までの区間、および山陽本線のうち、神戸駅から兵庫県姫路市の姫路駅までの区間に付けられた愛称である。この愛称は1988年3月13日から使用されている。大阪市 - 神戸市間には阪急電鉄の神戸線や阪神高速道路神戸線もあり、愛称に「JR」と付けてこれらと区別している。この区間は、正式名称を用いて「東海道・山陽（本）線」とも呼ばれる場合もある。
ラインカラーは青（■）であり、直通先のJR京都線や琵琶湖線とともにアーバンネットワークの主要路線という位置づけから、JR西日本のコーポレートカラーがそのままラインカラーとして使われている。路線記号は A であるが、福知山線（JR宝塚線）の列車が乗り入れる大阪駅 - 尼崎駅間は、重複して G も付与されている。

## 概要
JR西日本のアーバンネットワーク（京阪神エリア）の路線の一つであり、大阪・梅田に位置する大阪駅から神戸市最大のターミナル駅である三ノ宮駅を経由して、明石市・加古川市・姫路市などの兵庫県内の瀬戸内海沿い（播磨地域）の各都市とを結ぶ通勤・通学路線である。
1874年（明治7年）に国策で官営鉄道として開業した大阪駅 - 神戸駅間の東海道本線区間は、1872年（明治5年）開業の新橋駅 - 横浜駅間に次いで日本の鉄道としては2番目に古い。一方で、神戸駅 - 姫路駅の山陽本線区間は1888年（明治21年）から1889年（明治22年）にかけて私鉄の山陽鉄道によって敷設されたもので成り立ちが異なる。こうした歴史的経緯から神戸駅を境に東側が東海道本線、西側が山陽本線と路線名称上は分かれているが、実際の列車運行の上ではJR神戸線としては途切れることなく一体的なダイヤ体系となっており、神戸駅は単にJR神戸線の途中駅となっている。大半の列車はJR神戸線内で完結せず大阪駅からJR京都線（新快速を中心に一部はさらに京都駅から東側の琵琶湖線・湖西線）に直通するほか、姫路駅よりさらに西側の山陽本線上郡駅や赤穂線播州赤穂駅まで直通する列車もある。また、尼崎駅からJR東西線・学研都市線に直通する列車も設定されている。
JR西日本の看板列車である新快速が高速・高頻度運転を行っており、大阪駅 - 三ノ宮駅間30.6kmを最速21分、大阪駅 - 明石駅間52.5kmを最速37分、大阪駅 - 姫路駅間87.9kmを最速60分で結び、特急列車並みの表定速度で走行する。大阪駅 - 三ノ宮駅間では大阪梅田駅 - 神戸三宮駅間を結ぶ阪急神戸本線および阪神本線、三ノ宮駅 - 姫路駅間では神戸三宮駅 - 山陽姫路駅間を結ぶ阪急神戸高速線・阪神神戸高速線・山陽電鉄本線の私鉄各線が並行している。そのためか、主に鉄道趣味書籍・雑誌において、運賃や所要時間などを比較のうえ、熾烈な乗客獲得競争が繰り広げられているかのような記述が見られるが、特に人口の多い阪神間での移動において、所要時間に最も影響するのは徒歩での移動距離であり、実際には利用距離や目的地、主要駅での乗り換え先などにより、それぞれ棲み分けがなされている。運賃は私鉄の方が安いが、所要時間ではJRのほうが短い。ただし、大阪駅 - 元町駅間は乗車券の区間分割購入などの手法により、並行する私鉄利用と差のない運賃での利用が可能となる。

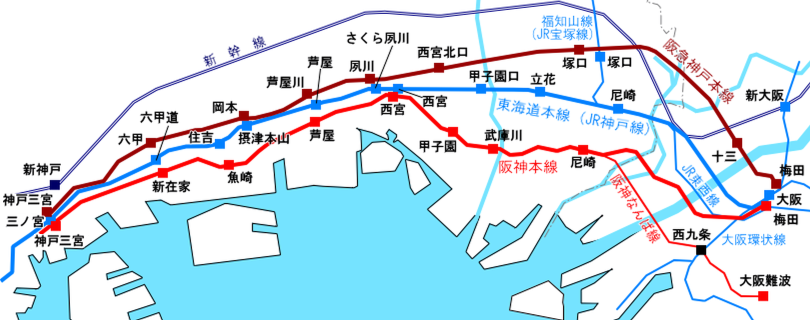
JR神戸線・阪急神戸本線・阪神本線の位置関係

東海道本線区間にあたる大阪駅 - 神戸駅間の利用者数は1日平均385,099人で、同区間では阪急神戸本線の176,056人、阪神本線の137,670人と比べて圧倒的に多く、JR西日本管内では最多、JRグループ全体でも東日本旅客鉄道（JR東日本）の総武本線（東京駅・御茶ノ水駅 - 千葉駅）に次いで第7位である。山陽本線区間の神戸駅 - 姫路駅・和田岬駅間の利用者数もJR西日本ではJR京都線、大阪環状線に次いで第4位である。
全区間が近畿統括本部の管轄であり、旅客営業規則の定める「大阪近郊区間」、およびIC乗車カード「ICOCA」のエリアに含まれている。また全区間が電車特定区間に含まれており、区間外より割安な旅客運賃が適用される。
中国統括本部の岡山・福山エリア各駅に掲示されている時刻表の停車駅案内図では、2023年3月18日のダイヤ改正時にデザインを一新して近畿統括本部や中国統括本部の山陰エリアと広島・山口エリアの路線記号にも対応し、併せて姫新線・因美線・芸備線の路線記号での案内を岡山・福山エリアにも拡大した時に、厳密には含まれないものの新快速などの京阪神からの列車が直通する山陽本線の姫路駅 - 上郡駅間を便宜上「 JR神戸線 JR Kobe Line」と案内している。

## 路線データ
JR神戸線としてのもの。
- 管轄・路線距離（営業キロ）：全長87.9 km
  - 西日本旅客鉄道（第一種鉄道事業者）：
    - 大阪駅 - 姫路駅間 87.9 km

  - 日本貨物鉄道（第二種鉄道事業者）：
    - 尼崎駅 - 姫路駅間 (80.2 km)
      - 尼崎駅以東は北方貨物線経由
- 軌間：1,067 mm
- 駅数：40（起終点駅・貨物駅含む）
- 複線区間：
  - 複々線：大阪駅 - 西明石駅間
  - 複線：西明石駅 - 姫路駅間
- 電化区間：全線電化（直流1500 V）
- 閉塞方式：複線自動閉塞式
- 保安装置：ATS-PおよびATS-SW（拠点P方式）
- 運転指令所：大阪総合指令所
- 列車運行管理システム：JR京都・神戸線運行管理システム
- 最高速度：130 km/h（列車線）、120km/h（電車線）
- IC乗車カード対応区間
  - ICOCAエリア：全線（全線PiTaPaポストペイサービス対象区間）
- 2020年度の混雑率：快速線97%（尼崎→大阪 7:10-8:10）、緩行線90%（塚本→大阪 7:30-8:30）[7]

## 沿線概況
特に人口の多い京阪神地区は、「私鉄王国」と称され、特に東海道本線・山陽本線（JR神戸線）は、阪急電鉄・阪神電気鉄道・山陽電鉄などの私鉄と並走しており、その利便性の高さから鉄道利用が定着している。JRは主に京都・大阪 - 明石間、三ノ宮 - 姫路間など私鉄に比べ長距離の輸送を担う。
- 灘駅 - 元町駅間は、阪急神戸本線・阪急神戸高速線と並走している。
- 須磨駅 - 明石駅間は、山陽電鉄本線と並走している。この区間にある須磨駅・塩屋駅・垂水駅・舞子駅・明石駅は、それぞれ山陽電鉄の山陽須磨駅・山陽塩屋駅・山陽垂水駅・舞子公園駅・山陽明石駅と隣接している。明石駅のホームは、山陽明石駅のホームと隣同士にある。

大阪駅 - 兵庫駅間は方向別複々線（外側線・内側線）、新長田駅 - 西明石駅間は線路別複々線（列車線・電車線）で、兵庫駅 - 新長田駅間で電車線（内側線）と列車線下り線（外側線）が立体交差する。新長田駅 - 朝霧駅間の列車線にはホームがない。西明石駅 - 姫路駅間は複線となっている。基本的に、複々線区間では内側線および電車線は快速・普通、外側線および列車線は朝夕の快速・新快速・特急・貨物列車などが走行している。
須磨駅 - 朝霧駅間は海岸近くを走っており、大阪湾・明石海峡大橋・淡路島を車窓から望むことができる。

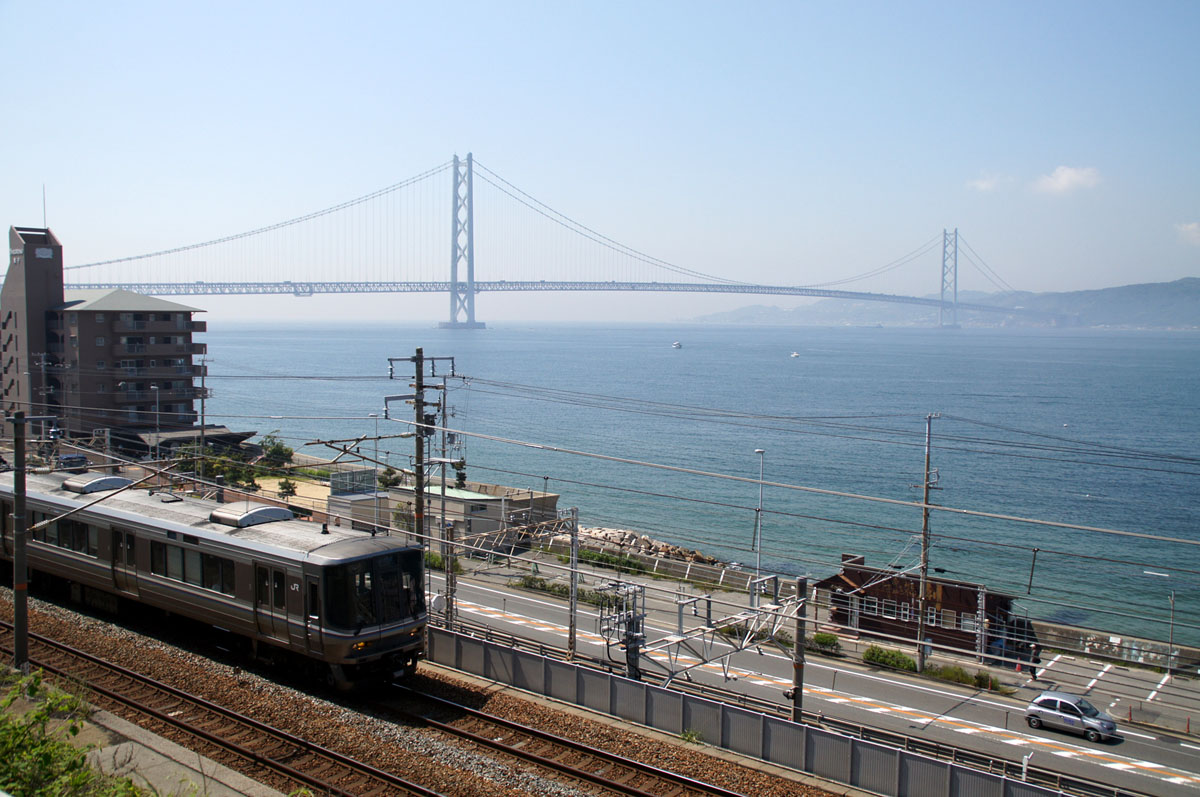
沿岸部を走行する223系の新快速。後方は明石海峡大橋。

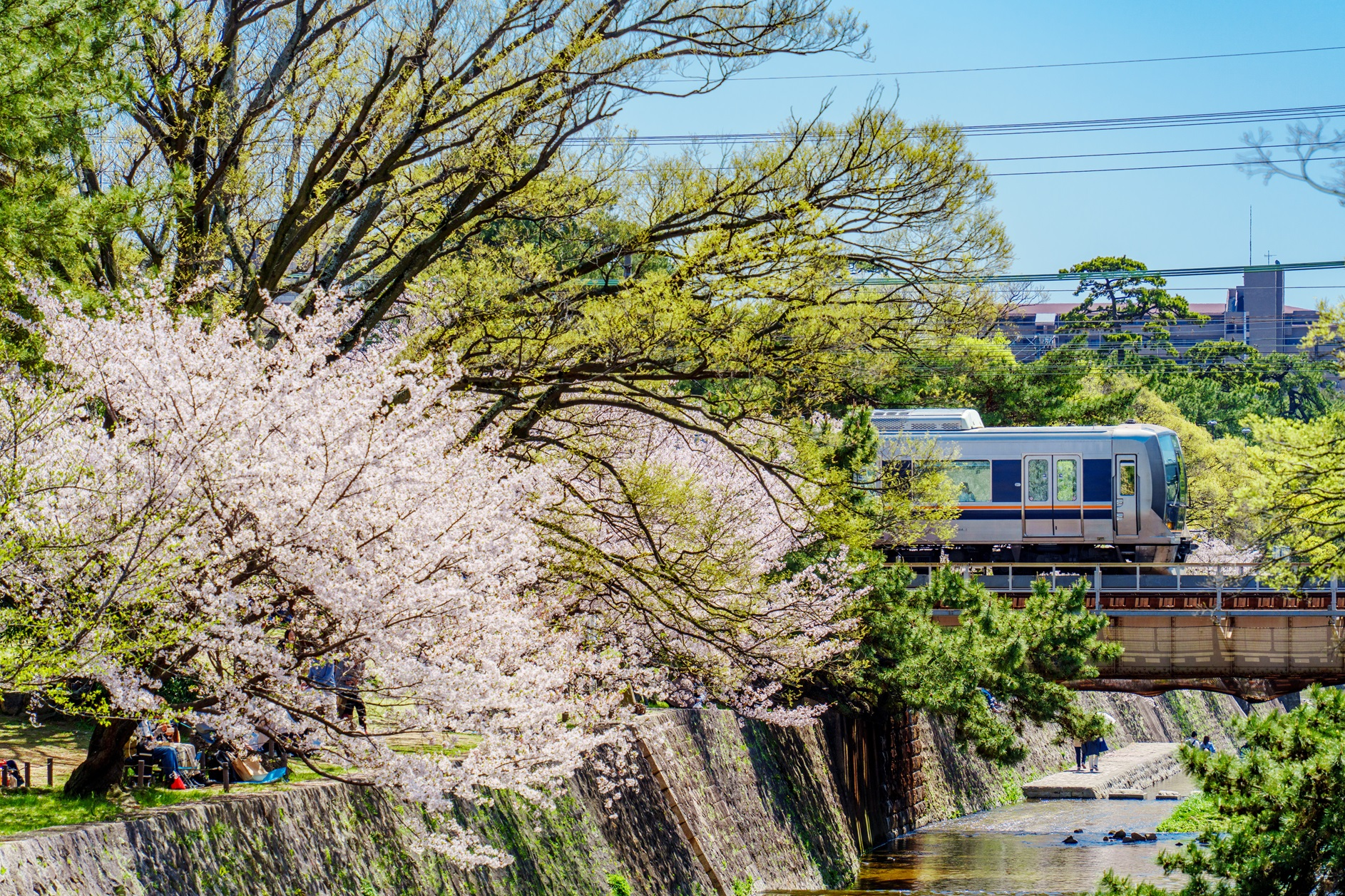
さくら夙川駅付近を走行する321系普通列車。

## 運行形態
琵琶湖線・JR京都線と一体化した運転系統となっている。また、尼崎駅を介してJR東西線・福知山線（JR宝塚線）と直通運転を行っている。乗車券のみで利用できる列車は停車駅の少ない順に新快速・快速・普通（緩行電車）の3種別が運行され、これらによるパターンダイヤが組まれている。昼間時間帯以降は普通のうち半数はJR東西線・学研都市線に乗り入れる。基本的には15分サイクルの運転で、22時（土曜・休日は21時）を過ぎると20分サイクルになる。朝ラッシュ時間帯は約8分サイクルの運転である。このほか、北近畿・山陰方面への特急列車が運転されている。
大阪駅 - 尼崎駅間ではJR宝塚線の丹波路快速・快速・区間快速・普通も運転されている。これらの列車はJR京都線と直通する普通を除いて外側線を走行し塚本駅を通過する（ただし土休日夜の新三田発大阪行き普通1本のみ塚本駅も停車する・2020年3月14日改正時点）。
以下、特急以外で特記ないものは平日ダイヤで記述する。
| 種別＼駅名 | …                | 大阪             | 大阪             | …                | 尼崎  | …                                    | 須磨                                 | 須磨                                 | …                                    | 西明石                               | 西明石                               | …                                    | 加古川                               | 加古川                               | …                                    | 姫路                                 | 姫路                                 | …                                    |
| ---------- | ---------------- | ---------------- | ---------------- | ---------------- | ----- | ------------------------------------ | ------------------------------------ | ------------------------------------ | ------------------------------------ | ------------------------------------ | ------------------------------------ | ------------------------------------ | ------------------------------------ | ------------------------------------ | ------------------------------------ | ------------------------------------ | ------------------------------------ | ------------------------------------ |
| 特急       | 京都←            | 0-1本            | 0-1本            | 0-1本            | 0-1本 | 0-1本                                | 0-1本                                | 0-1本                                | 0-1本                                | 0-1本                                | 0-1本                                | 0-1本                                | 0-1本                                | 0-1本                                | 0-1本                                | 0-1本                                | 0-1本                                | →山陽本線・智頭急行線経由 倉吉       |
| 特急       |                  |                  | 0-1本            | 0-1本            | 0-1本 | 0-1本                                | 0-1本                                | 0-1本                                | 0-1本                                | 0-1本                                | 0-1本                                | 0-1本                                | 0-1本                                | 0-1本                                | 0-1本                                | 0-1本                                | 0-1本                                | →播但線経由 香住・浜坂               |
| 特急       | 新大阪←          | 1本              | 1本              | 1本              | 1本   | →JR宝塚線経由 福知山・豊岡・城崎温泉 | →JR宝塚線経由 福知山・豊岡・城崎温泉 | →JR宝塚線経由 福知山・豊岡・城崎温泉 | →JR宝塚線経由 福知山・豊岡・城崎温泉 | →JR宝塚線経由 福知山・豊岡・城崎温泉 | →JR宝塚線経由 福知山・豊岡・城崎温泉 | →JR宝塚線経由 福知山・豊岡・城崎温泉 | →JR宝塚線経由 福知山・豊岡・城崎温泉 | →JR宝塚線経由 福知山・豊岡・城崎温泉 | →JR宝塚線経由 福知山・豊岡・城崎温泉 | →JR宝塚線経由 福知山・豊岡・城崎温泉 | →JR宝塚線経由 福知山・豊岡・城崎温泉 | →JR宝塚線経由 福知山・豊岡・城崎温泉 |
| 新快速     | 京都方面←        | 4本              | 4本              | 4本              | 4本   | 4本                                  | 4本                                  | 4本                                  | 4本                                  | 4本                                  | 4本                                  | 4本                                  | 4本                                  | 4本                                  | 4本                                  | 4本                                  |                                      |                                      |
| 快速       | 京都方面←        | 2本              | 2本              | 2本              | 2本   | 2本                                  | 2本                                  | 2本                                  | 2本                                  | 2本                                  | 2本                                  | 2本                                  | 2本                                  | 2本                                  | 2本                                  | 2本                                  | 2本                                  | →網干                                |
| 快速       | 京都方面←        | 2本              |                  |                  |       |                                      |                                      |                                      |                                      |                                      |                                      |                                      |                                      |                                      |                                      |                                      |                                      |                                      |
| 区間快速   |                  |                  | 4本              | 4本              | 4本   | →JR宝塚線 新三田・篠山口             | →JR宝塚線 新三田・篠山口             | →JR宝塚線 新三田・篠山口             | →JR宝塚線 新三田・篠山口             | →JR宝塚線 新三田・篠山口             | →JR宝塚線 新三田・篠山口             | →JR宝塚線 新三田・篠山口             | →JR宝塚線 新三田・篠山口             | →JR宝塚線 新三田・篠山口             | →JR宝塚線 新三田・篠山口             | →JR宝塚線 新三田・篠山口             | →JR宝塚線 新三田・篠山口             | →JR宝塚線 新三田・篠山口             |
| 普通       | JR東西線 四条畷← | JR東西線 四条畷← | JR東西線 四条畷← | JR東西線 四条畷← | 4本   | 4本                                  | 4本                                  | 4本                                  | 4本                                  | 4本                                  |                                      |                                      |                                      |                                      |                                      |                                      |                                      |                                      |
| 普通       | 高槻 ←           | 4本              | 4本              | 4本              | 4本   | 4本                                  | 4本                                  |                                      |                                      |                                      |                                      |                                      |                                      |                                      |                                      |                                      |                                      |                                      |
| 普通       | 高槻←            | 4本              | 4本              | 4本              | 4本   | →JR宝塚線 宝塚                       | →JR宝塚線 宝塚                       | →JR宝塚線 宝塚                       | →JR宝塚線 宝塚                       | →JR宝塚線 宝塚                       | →JR宝塚線 宝塚                       | →JR宝塚線 宝塚                       | →JR宝塚線 宝塚                       | →JR宝塚線 宝塚                       | →JR宝塚線 宝塚                       | →JR宝塚線 宝塚                       | →JR宝塚線 宝塚                       | →JR宝塚線 宝塚                       |

### 優等列車
関西から山陰方面への特急列車として、大阪から播但線経由で浜坂・鳥取方面へ特急「はまかぜ」、京都から智頭急行線経由で鳥取・倉吉方面へ「スーパーはくと」が運転されている。このほか、通勤客向けの特急として朝と夜に「らくラクはりま」、夜行列車として東京と四国・山陰を結ぶ寝台特急列車「サンライズ瀬戸」「サンライズ出雲」が運転されている。いずれも京都駅・大阪駅 - 姫路駅間では130km/h運転を行っている。
特急は、JR神戸線区間では新快速停車駅の尼崎駅と芦屋駅は全列車が通過し、「サンライズ瀬戸」「サンライズ出雲」は下りは姫路駅、上りは姫路駅・三ノ宮駅・大阪駅に停車する。「スーパーはくと」・「はまかぜ」・「らくラクはりま」は、大阪駅・三ノ宮駅・明石駅・姫路駅に全列車が停車し、「スーパーはくと」の一部と「はまかぜ」・「らくラクはりま」は神戸駅、「スーパーはくと」・「はまかぜ」の下りの一部と「らくラクはりま」は西明石駅・加古川駅、「らくラクはりま」は新快速が通過する大久保駅にも停車する。

### 新快速
料金不要の列車では最も停車駅の少ない速達列車で、JR神戸線内の停車駅は、大阪駅・尼崎駅・芦屋駅・三ノ宮駅・神戸駅・明石駅・西明石駅・加古川駅・姫路駅である。複々線区間では外側線・列車線を走行するが、快速から格上げされた下りの最終の新快速である深夜の西明石行き1本（3549M）だけは、外側線から車庫（網干総合車両所明石支所）へ入線できない関係から兵庫駅から電車線を走行する。大半が姫路駅までの運転であるが、朝晩などの一部の列車は姫路駅から各駅に停車して山陽本線の網干駅（下り1本、上り2本は上郡駅）発着および相生経由で赤穂線の播州赤穂駅発着で運行されている。また平日朝にも1本だけ西明石行きの下り新快速が設定されている。
平日朝夕時間帯は本数が多くなる。日中時間帯は大阪駅 - 姫路駅間で1時間に4本運転されており、この時間帯の下り列車は大阪駅を毎時00・15・30・45分の15分間隔で発車する。大阪発19時15分までの1時間は7本が設定されている。土曜・休日ダイヤでは朝も15分間隔（夜は20分間隔）で運転されている。
日中は大阪駅でJR宝塚線方面の普通列車と相互接続し（平日朝夕は新大阪駅で相互接続し、大阪駅では別ホームで接続）、下りはJR京都線の東淀川駅付近から塚本駅まで並走し、新大阪駅・大阪駅を同時発車する。西宮駅・六甲道駅・須磨駅・舞子駅で先行の普通列車を、兵庫駅で先行の快速を追い抜き、尼崎駅でJR東西線方面の普通と別ホームで接続、加古川駅で快速と相互接続している。また、朝ラッシュ時は神戸駅で快速の追い越しを行うが、別ホームでの接続となる。
車両は全列車が223系1000番台・2000番台および225系0番台・100番台で運転されている。大阪駅 - 姫路駅間では土曜・休日は2011年3月12日のダイヤ改正から、平日は夕方の大阪始発を除いて2017年3月4日のダイヤ改正から12両に統一されている。播州赤穂駅・上郡駅発着の12両編成の列車については網干駅や姫路駅で車両の連結・切り離し作業を行う。
JR発足以降、JR京都線も含めてオール転換クロスシートの221系および223系1000番台・2000番台が充当され、車両性能の限界に近い、特に姫路駅 - 加古川駅間では特急より速い表定速度100km/hを超える高速運転を行っていた。JR福知山線脱線事故に関連したアーバンネットワークの全体的なスピードダウンとなった2006年3月18日のダイヤ改正で、大阪駅 - 三ノ宮駅間の所要時間は改正前19 - 22分が改正後20 - 24分にやや延びた。それでも乗車券のみで利用できる列車としては速い部類に入る。ただし平日朝・夕のラッシュ時はやや変則的な運転体系になるために複線区間である西明石駅 - 姫路駅間での運転時分が若干伸びる。
2019年3月16日からは、一部の新快速で有料座席サービス「Aシート」が設定されており、2023年3月改正からは1日6往復に設定されている。

### 快速
JR神戸線内の停車駅は、大阪駅・尼崎駅・西宮駅・芦屋駅・住吉駅・六甲道駅・三ノ宮駅・元町駅・神戸駅・兵庫駅・須磨駅・垂水駅・舞子駅と明石駅 - 加古川駅・姫路駅間の各駅である（後述する一部の列車を除く）。JR神戸線内では大阪駅 - 明石駅間で一部の駅を通過する運転を行うが、明石駅 - 加古川駅・姫路駅間では各駅に停車する「普通」として運転されており、一部を除き網干駅・播州赤穂駅・上郡駅まで乗り入れる。京都方面行きは早朝時間帯を除きJR京都線の高槻駅から「普通」に種別が変更される（早朝時間帯は高槻駅から先、長岡京駅に停車して京都駅から普通列車）。JR東西線・学研都市線と直通する列車はない。
大阪駅 - 西明石駅間では基本的に内側線・電車線を走行するが、朝ラッシュ時に運転されている大阪方面行きの快速は西明石駅（8本）・兵庫駅（1本）・芦屋駅（6本）のいずれかから外側線・列車線を走行し、西明石駅から列車線を走行する列車は列車線にホームがない舞子駅・垂水駅・須磨駅を通過する。また、平日朝ラッシュ時の姫路方面行きの快速は大阪駅から芦屋駅（10本）もしくは兵庫駅（3本）まで外側線を走行し、それらの駅からは内側線を走行する。また、土曜・休日朝の大阪方面行きの快速は西明石駅から列車線を走行する大阪行き（2本）や兵庫駅で外側線に移動し芦屋駅まで外側線を走行する列車がある。（本数は2024年3月改正時点）
朝夕時間帯は本数が多くなる。朝ラッシュ時は加古川駅（対面）・神戸駅で新快速（階段連絡）、芦屋駅で普通と相互に接続して神戸駅 → 大阪駅間で後続の新快速よりも先着する。また、御着駅と土山駅または東加古川駅または大久保駅で新快速の通過待ちをする。日中時間帯は1時間に4本（加古川駅 - 姫路駅・網干駅間は2本）運行されている。後続の新快速に対して、上り列車は網干駅・姫路駅から兵庫駅まで、下り列車は大阪駅から東加古川駅まで先着する。この時間帯の下り列車は大阪駅を毎時07・22・37・52分の15分間隔で発車する。大阪駅・芦屋駅・須磨駅で普通、加古川駅で新快速と相互に接続している。土曜・休日ダイヤでは朝の大阪行きを除いて内側・電車線走行の15分間隔（夜は20分間隔）で運転されている。原則として尼崎駅でJR東西線 - JR宝塚線直通の快速と同じホームで相互に接続する。なお、加古川駅・神戸駅での新快速連絡および、御着駅・東加古川駅・土山駅・大久保駅での新快速通過待ちの場合は、ドア横のボタンでドアを開閉する形をとっている。
車両は223系1000番台・2000番台・6000番台（網干総合車両所所属車）および、225系0番台・100番台が充当されている。平日朝ラッシュ時は外側線を走行し、一部は130km/h運転を行い、223系1000番台・2000番台、225系0番台・100番台のみが使用される。それ以外の快速は最高速度120km/hであり、223系6000番台も使用される。
姫路・加古川方面からの大阪方面への列車は始発駅から西明石駅到着まで車内では「普通（西明石から快速）」または「西明石まで各駅に停車、西明石から快速」と表記・案内され、姫路駅 - 大久保駅間の各駅の発車標および自動放送でも「西明石から快速」、この区間の駅の時刻表では三ノ宮・大阪方面は「西明石まで各駅に停車、西明石から快速」として案内されている。列車の種別幕は、加古川・姫路方面への列車は明石駅で「快速」から「普通」に変わるが、大阪方面への列車は西明石駅で「普通」から「快速」に変わる。
1991年3月15日までは、日中時間帯の半数が西明石駅発着であり、2004年10月15日までは朝ラッシュ明け、2009年3月13日までは深夜にそれぞれ西明石行きの列車が設定されていた。2013年3月16日の改正で、平日の午前中の快速1本が西明石行きに変更された。2000年3月10日までは大阪方面から赤穂線備前片上駅まで運転する列車があった（姫路方面は外側線を運転）。2013年3月16日のダイヤ改正で夕方の新快速が増発されたことにより、この時間帯の外側線で運行する快速列車が廃止された。
2024年（令和6年）10月5日より、平日朝ラッシュ時間帯の一部の大阪行き列車において、有料座席サービス（指定席）「快速 うれしート」が導入された。2025年3月ダイヤ改正で本数が増やされ、平日朝ラッシュ時間帯の大阪行き列車のうち7本と、平日朝・夕ラッシュ時間帯の姫路・網干行き列車のうち8本で設定されている。

### 普通
各駅に停車する種別である。大阪駅 - 姫路駅間直通で各駅に停車する列車はなく、大阪駅 - 西明石駅・加古川駅間において通勤形電車（片側4ドア）によって運転される列車（緩行電車）と、明石駅 - 姫路駅・網干駅・播州赤穂駅間で近郊形電車（片側3ドア）によって運転されている列車の2種類がある。

#### 大阪駅 - 西明石駅・加古川駅間
内側線・電車線を走行し、尼崎駅 - 須磨駅・西明石駅間の列車の半数はJR東西線・学研都市線直通である。基本的に神戸方面は西明石駅までの運転である。学研都市線内で区間快速として運転する西明石駅発着の列車も設定されている。この場合は西明石行きが京橋駅で、北新地・京橋・四条畷方面行きが尼崎駅で列車番号が変更になる。上り列車はJR京都線とJR東西線直通列車で方向幕の色を変えている。
大阪駅 - 尼崎駅ではJR東西線・学研都市線直通列車と同じ本数がJR宝塚線と直通している。JR神戸線からJR東西線へ乗り入れる普通とJR宝塚線からJR神戸線・JR京都線へ乗り入れる普通は尼崎駅で対面で相互に乗り換えが可能となっている。
朝夕時間帯は本数が多くなる。毎日早朝5時台には神戸始発の系統が京都行き・西明石行きで運転されている。朝ラッシュ時の上りは加古川・大久保始発と神戸・甲子園口・尼崎始発の系統が設定されている。芦屋駅で新快速・快速と相互に接続しており、神戸市内の各駅から大阪駅への速達性が図られている。尼崎始発の系統はJR東西線直通系統から接続している。
日中時間帯は1時間に8本（須磨駅 - 西明石駅間は4本）が運転されている。後続の新快速に対して、上り列車は西明石駅から兵庫駅まで、下り列車は大阪駅・尼崎駅から灘駅まで先着する。この時間帯はJR京都線直通系統が須磨駅で折り返すため、西明石駅発着の列車はJR東西線・学研都市線直通系統のみとなる。
毎日夜間には甲子園口行きと神戸行きがそれぞれ1本ずつ設定されている。芦屋駅・須磨駅で快速と接続する電車と須磨駅・西明石駅で折り返す電車は、停車時間が長いためドア横のボタンでドアを開閉する形をとっている
15分・20分サイクルの時間帯は尼崎駅でJR宝塚線・JR東西線直通列車同士が相互に接続している。土曜・休日ダイヤではほぼ終日約7分半間隔（夜は10分間隔）で運転されている。
下り最終列車の京都発西明石行きの西明石駅到着時刻は1時14分であり、JR西日本の京阪神エリアの路線で最も到着時刻が遅い。
車両は207系と321系が使用されており、7両編成で運転されている。
1972年3月15日のダイヤ改正で日中15分間隔の1時間4本（大阪駅 - 甲子園口駅間は8本）で運行されるようになった。1985年3月14日に大阪駅 - 甲子園口駅間の本数が6本になり、加古川駅発着の普通が設定されたが、加古川駅発着は朝ラッシュ時は2本、日中・夕方は1本で運行されていた。
1986年11月1日に日中の神戸駅折り返し系統が設定され、阪神・淡路大震災を経て1996年7月20日に須磨駅折り返しに延長、明石海峡大橋開通を機に1998年10月3日に西明石駅発着に統一された。2006年3月17日までは毎日午前中に大久保駅発着の設定があった。2006年3月18日の改正では輸送実態に合わせたダイヤ見直しで大阪方面・京都駅発着系統が須磨駅折り返しに変更され、須磨駅 - 西明石駅間の1時間の本数は8本から4本（JR東西線直通系統のみ乗り入れ）に変更された。2008年3月15日の改正で日中の大阪方面（京都駅発着）の半数の列車が西明石駅発着に変更され、西明石駅発着が6本、須磨駅折り返しが2本になった。2010年3月13日の改正で日中の半数の系統が須磨駅折り返しに戻され、この時間帯の運転系統が再編された。
加古川駅発着列車は1991年3月16日に快速が加古川駅発着になったときに朝のみに縮小され、1997年9月1日に5本に増発された。甲子園口駅発着の列車は、2007年8月27日から同駅のバリアフリー化工事のため尼崎駅発着や芦屋発に変更され、工事が終了した2009年3月14日のダイヤ改正で再び毎日早朝・深夜（深夜の列車は西明石行きから変更）に設定。2010年3月13日の改正では朝6時台と夜23時台（宮原操車場 - 甲子園口駅間は回送）に縮小された。

##### 女性専用車
大阪駅 - 西明石駅・加古川駅間を運転する普通のうち、207系および321系の5号車には、平日・休日にかかわらず毎日、始発から終電まで女性専用車が設定されている。乗車位置には女性専用車の案内が表示されている。なお、ダイヤが乱れた際は女性専用車の設定が解除されることがある。
JR神戸線では2002年12月2日から女性専用車を導入し、始発から9時00分と17時00分から21時00分まで設定されていたが、2011年4月18日からは平日・休日にかかわらず毎日、始発から終電まで女性専用車が設定されるようになった。

#### 明石駅 - 加古川駅・姫路駅間
この区間では、大阪駅 - 明石駅間で快速として運行される列車が「普通」となり各駅に停車するのが基本であるが、朝晩や深夜には西明石駅 - 姫路駅間の普通も運転されている。この列車はJR神戸線では数少ない4両編成の列車も運転されている。
2008年3月14日までは平日朝の西明石発加古川行きの普通に7両編成の設定があった。2002年3月22日までは朝晩に限り、岡山方面から岡山電車区の115系使用の普通が西明石駅まで乗り入れていたが、翌23日の改正以降は岡山方面からの乗り入れは姫路駅までとなっており、JR神戸線への乗り入れは廃止された。

### 臨時列車

#### 大晦日終夜運転
沿線には生田神社や西宮神社などの大きな社寺があるため、大晦日深夜から元旦にかけて、JR神戸線では大阪駅 - 西明石駅間（運転区間はJR京都線京都駅 - 西明石駅間）において普通のみ約30分間隔で（1時間2本程度）の終夜運転が実施されている。なお、西明石駅 - 姫路駅間においても普通のみで2001年度から（当時は約60分間隔で1時間1本程度）2017年度まで（同年度は約90分間隔）終夜運転を実施していた。かつては奈良線に乗り入れ、奈良駅 - （奈良線経由） - 京都駅 - 大阪駅 - 西明石駅間で運転されていたこともあったが、奈良線への乗り入れは1999年度限りで終了している。
このほか、1999年度の終夜運転時には快速も運転されており、快速「初日の出須磨浦号」が大阪発西明石行きで、快速「初日の出書写山号」が大阪発姫路行きで運転され、それぞれ須磨海岸および書写山からの初日の出を拝むために運転されていたが、のち全区間とも普通に変更され、2004年度までに運転を終了している。

#### 神戸シーサイドレジャー号
2000年と2001年の7月 - 9月の土曜・休日に四条畷駅・放出駅 - 西明石駅間で臨時快速「神戸シーサイドレジャー号」が1往復運転されていた（2001年の復路は放出行き）。停車駅は、四条畷駅 - 尼崎駅間の各駅・芦屋駅・三ノ宮駅・神戸駅・須磨駅・垂水駅 - 西明石駅間の各駅であった。
神戸市西部の須磨海水浴場・マリンピア神戸・アジュール舞子、明石市東部の大蔵海岸へのアクセスとして、それらの施設の最寄駅に着くたび特別に車内放送（案内）が流されたが、宣伝不足のためあまり利用されず、その後、大蔵海岸とアジュール舞子で続けて砂浜が陥没する事故が起き、両海水浴場がともに閉鎖し、以後は運転されていない。

## 使用車両
国鉄分割民営化後の使用車両を記述する。

### 現在の車両
2024年現在、普通・快速・新快速はすべて電車で、特急は電車と気動車で運転されている。

#### 電車
- 285系
  - 寝台特急「サンライズ瀬戸」「サンライズ出雲」で使用されている。
- 289系
  - 特急「らくラクはりま」で使用されている。

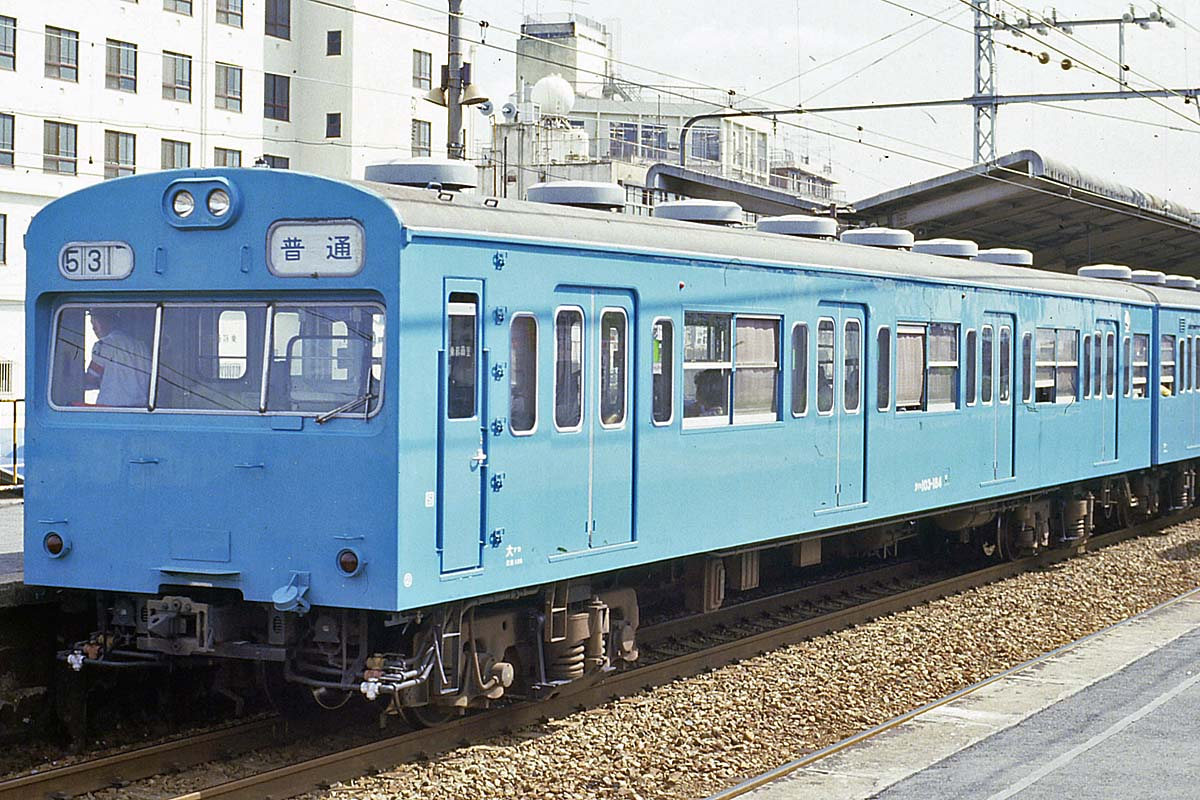
117系
  - 臨時特急「WEST EXPRESS 銀河」（山陰コース、山陽コース）で使用されている。
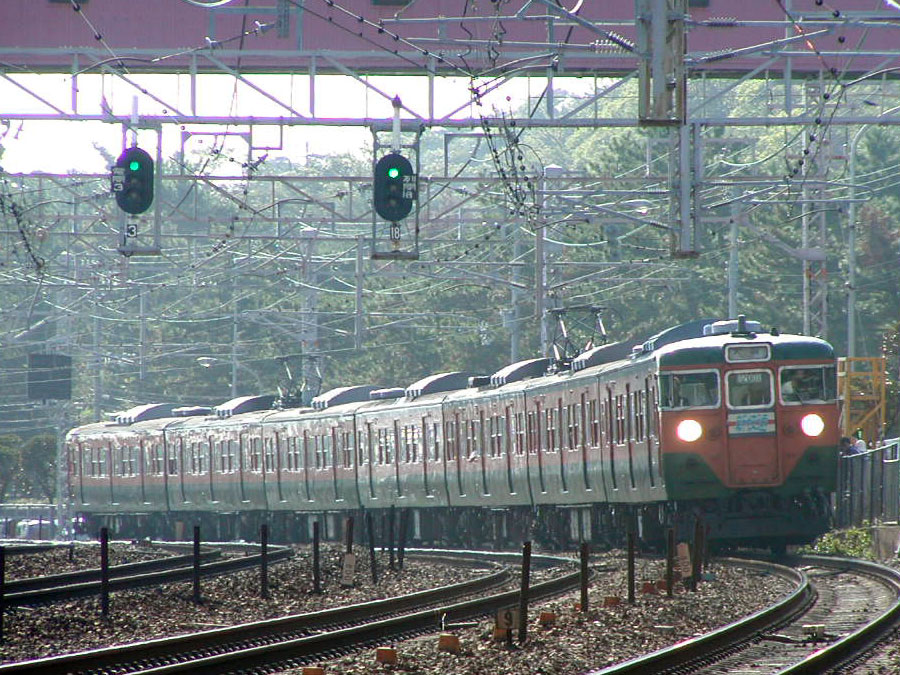
223系（1000・2000番台）・225系（0・100番台）
  - 網干総合車両所（本所）の車両が使用されている。223系は1995年8月12日から、225系は2010年12月1日[25]から運用を開始し、新快速・快速（明石駅以西は普通）と、西明石駅 - 姫路駅間の区間運転の普通に使用されている。225系0・100番台と223系1000・2000番台は共通運用であるが、Aシート対応改造した223系1000番台のV3編成とV4編成は固定運用とされている。223系2000番台と225系100番台に存在する6両編成は、性能では他と差は無いが新快速には充当されていない。ただし、運用乱れの際に6両編成同士を連結した12両編成で充当実績がある。
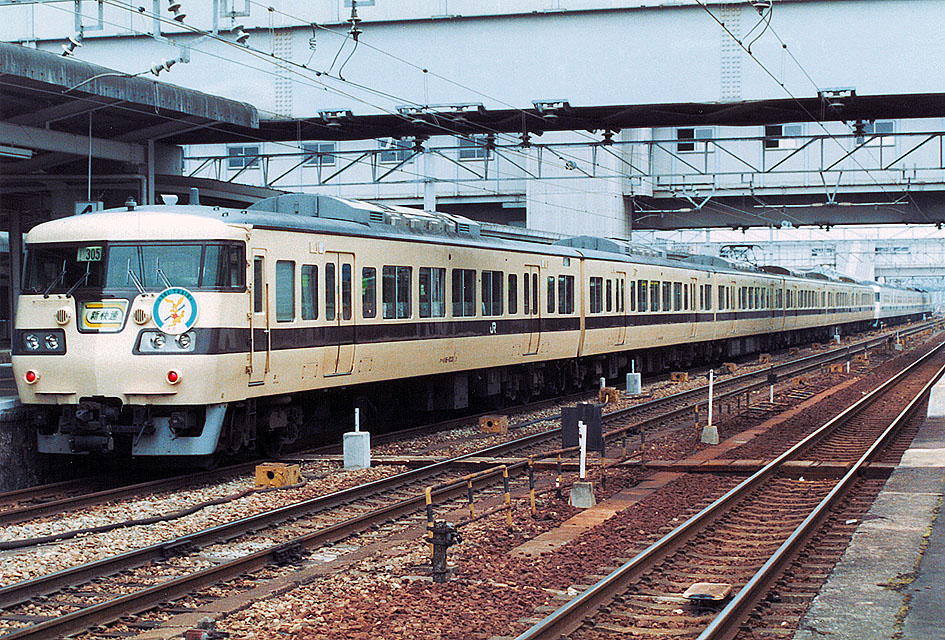
207系・321系
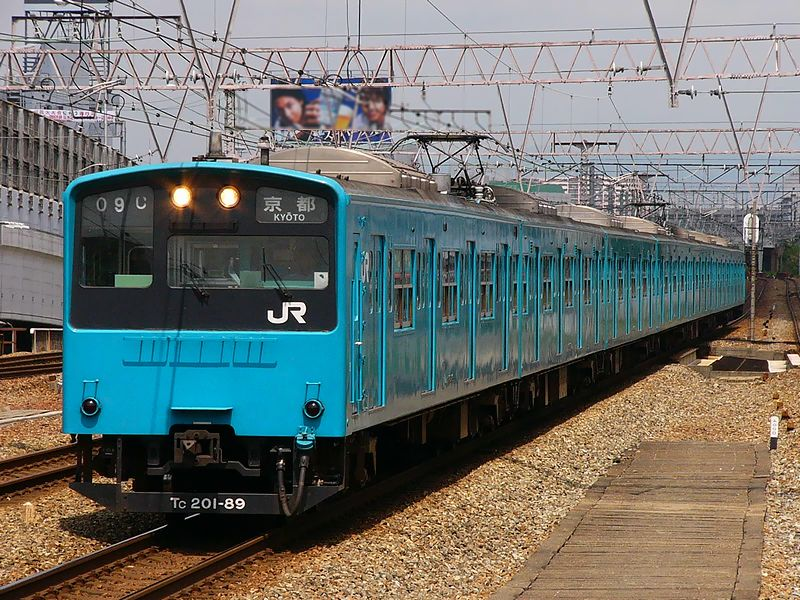
201系
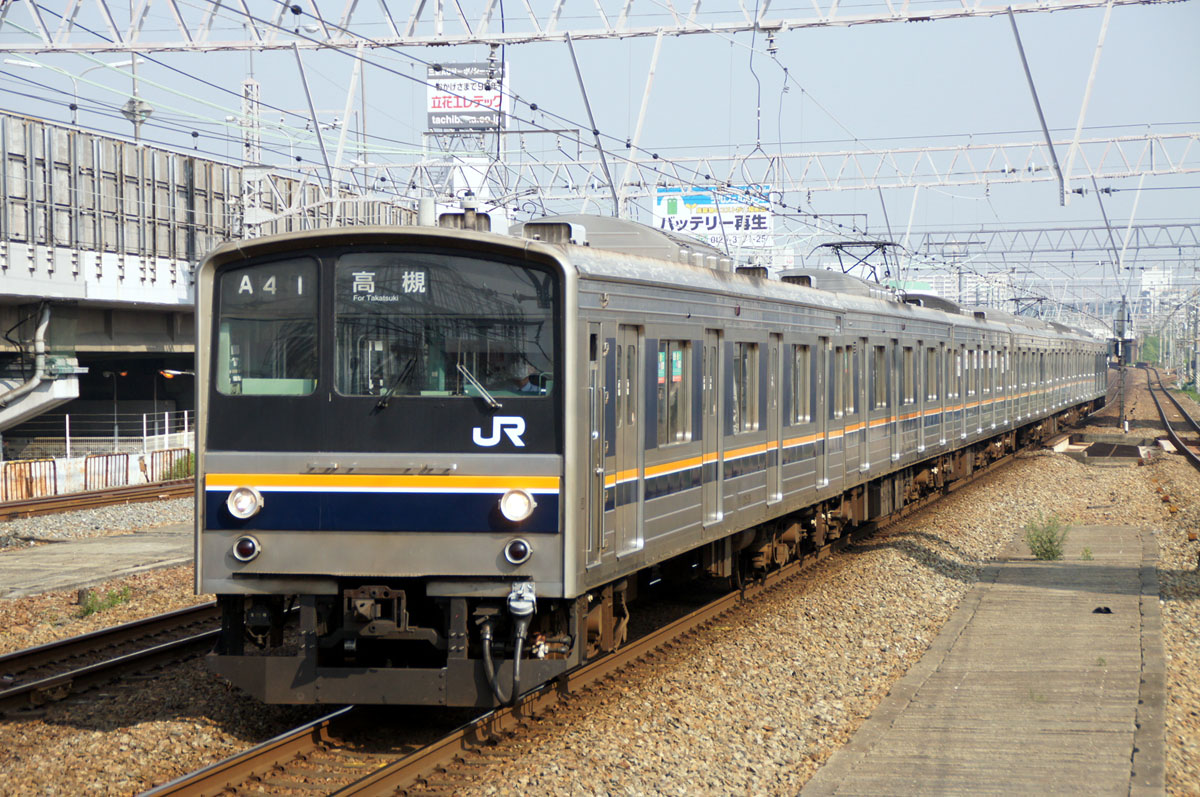
205系0番台
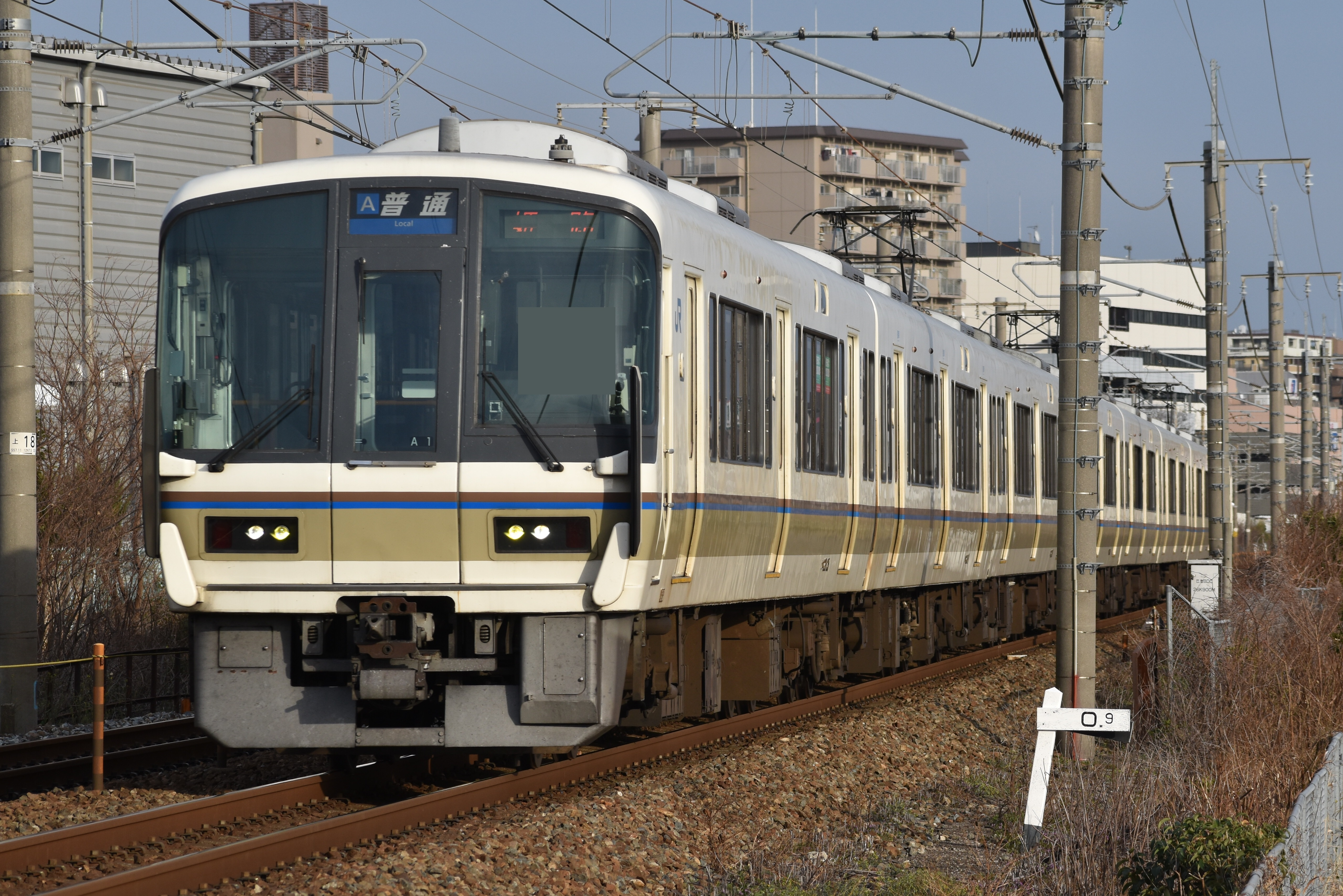
221系
  - 網干総合車両所（明石支所）の車両を使用し、普通（京阪神緩行線）として大阪駅 - 加古川駅間で運転されている。

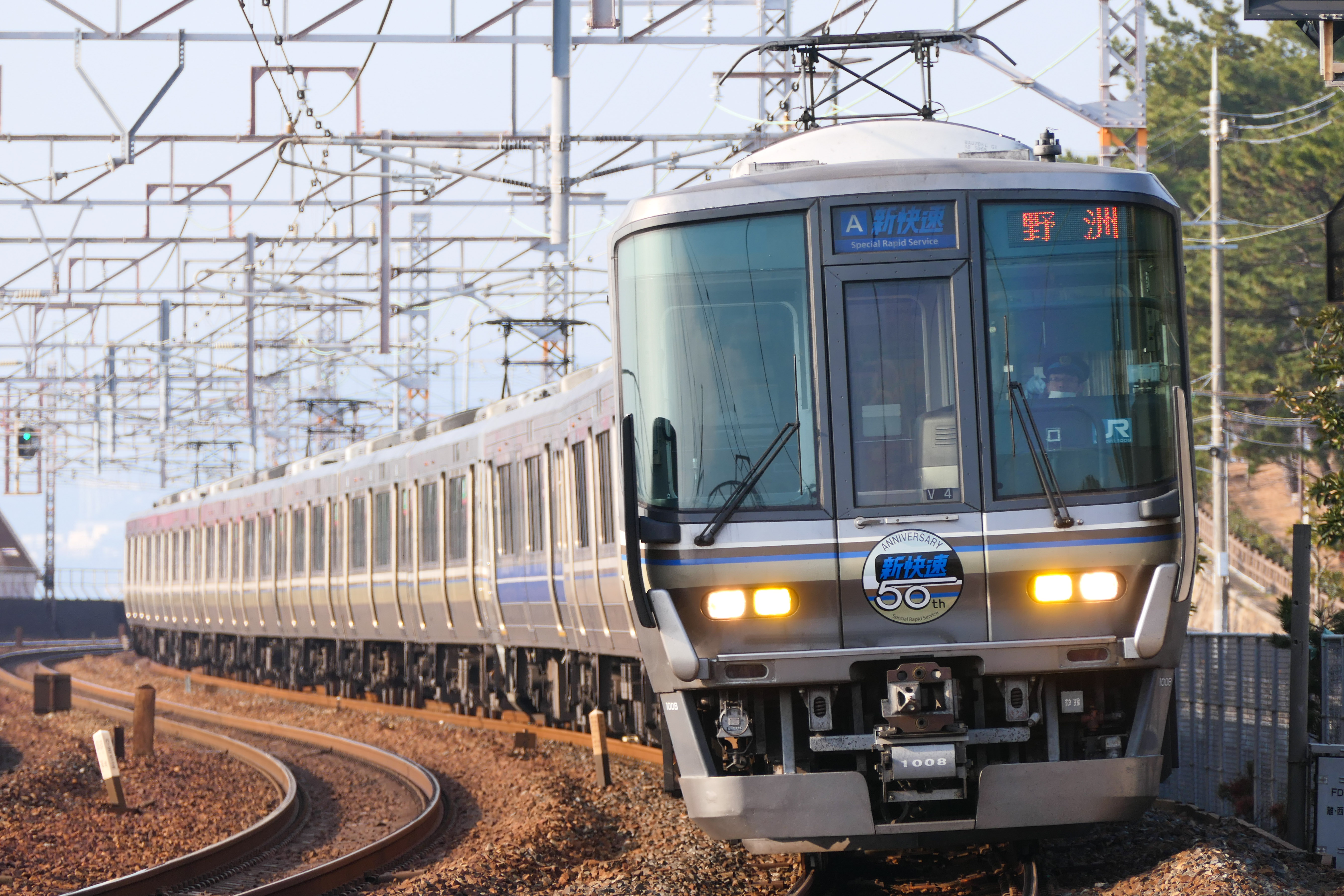
223系1000番台
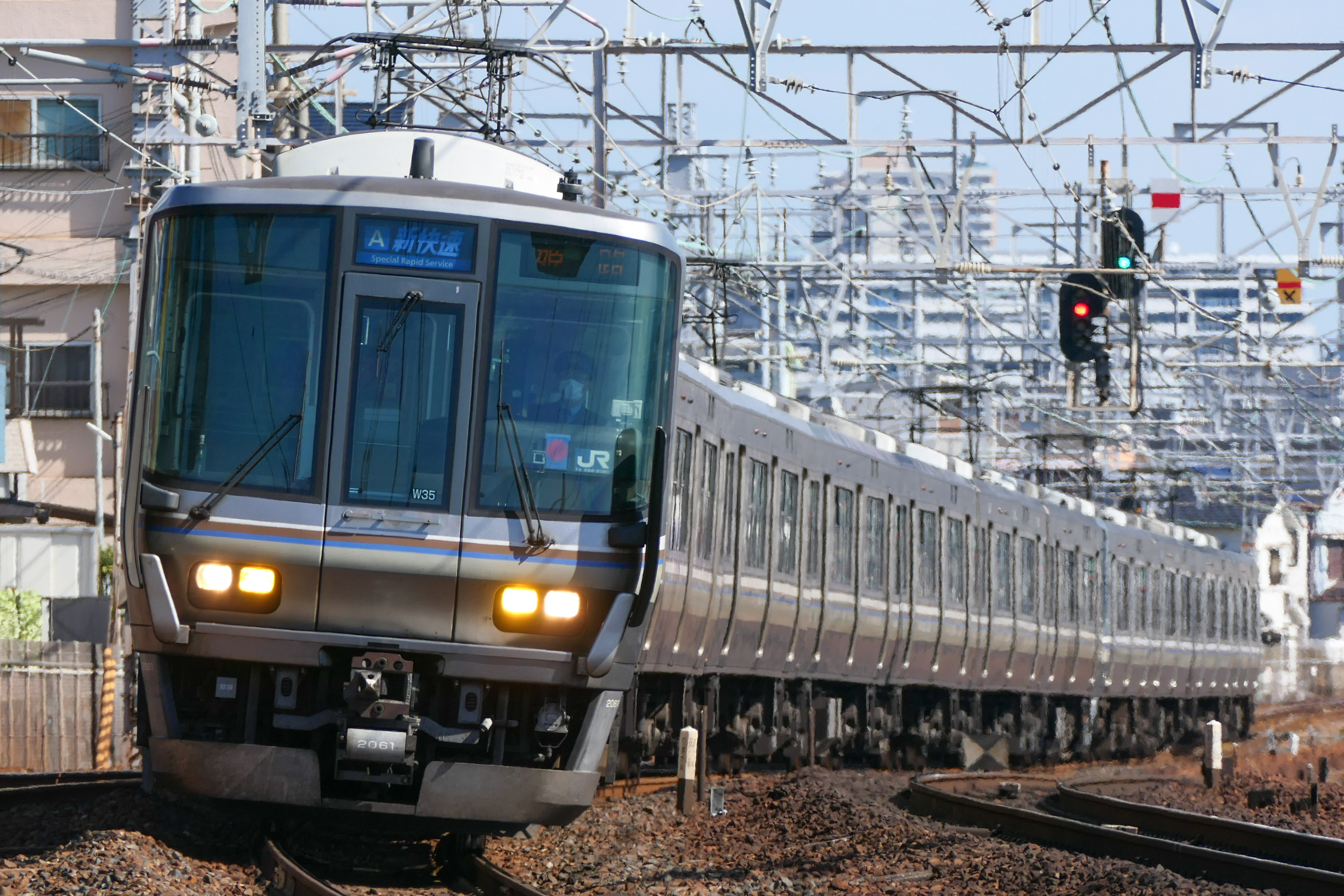
223系2000番台
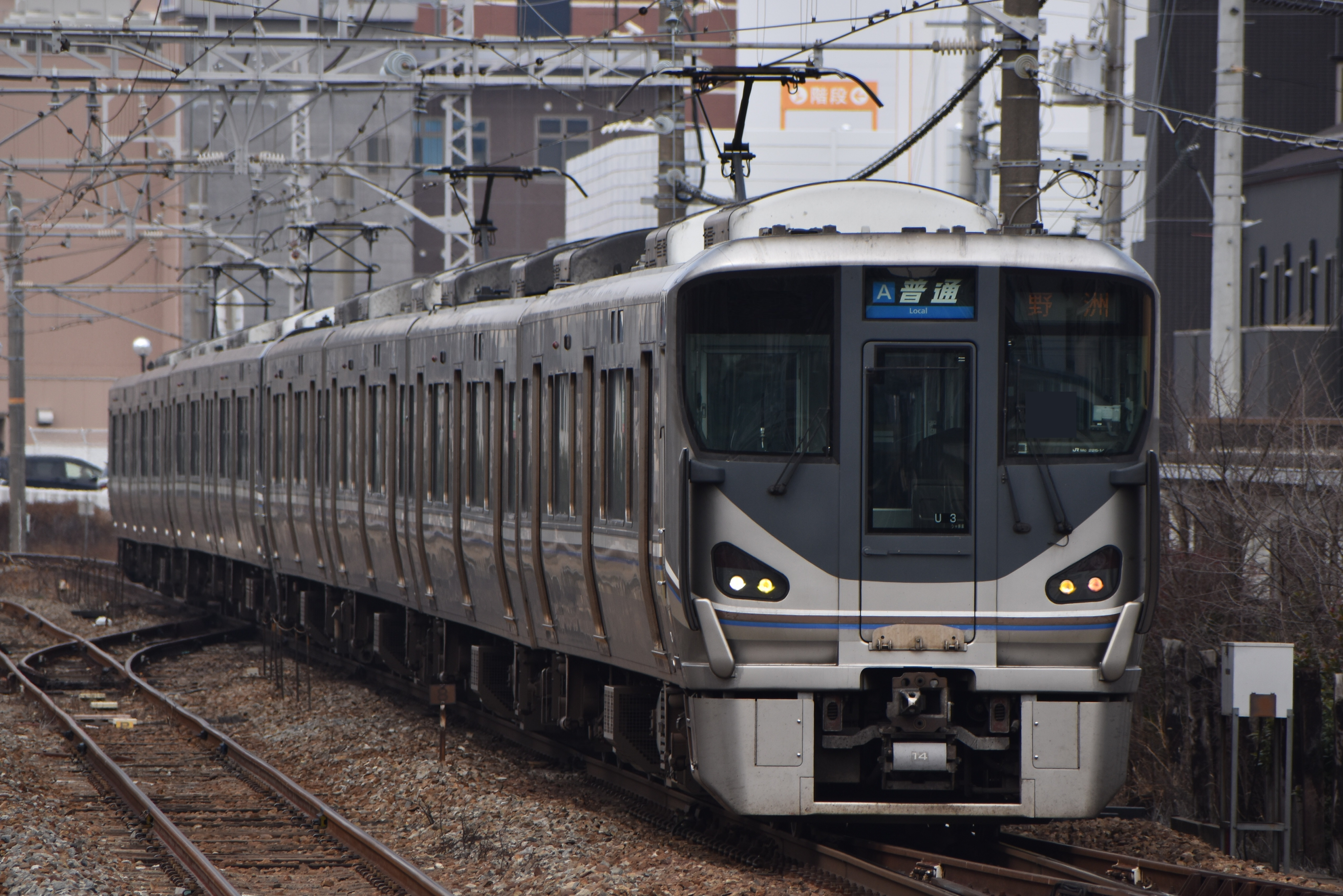
225系0番台
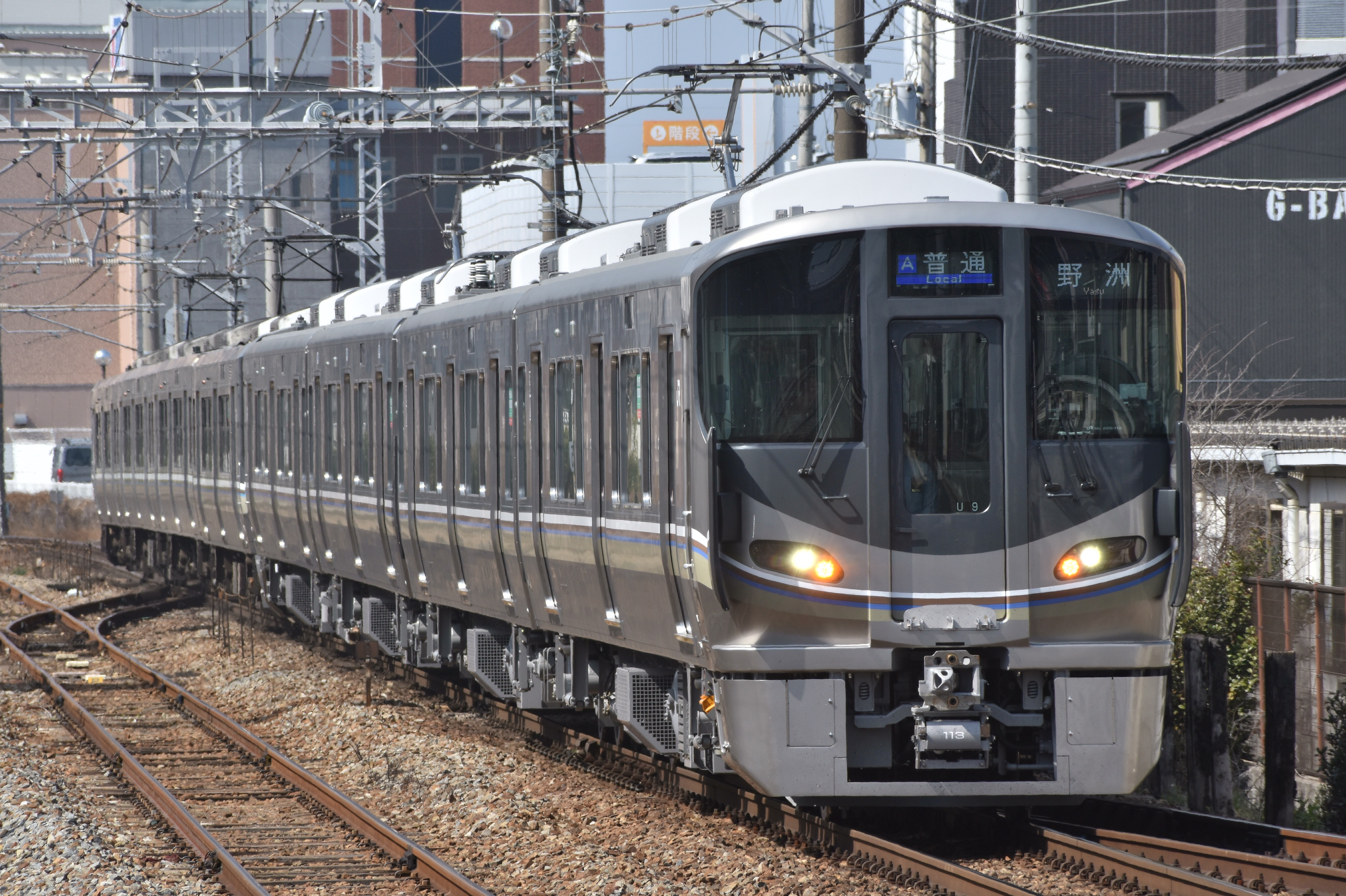
225系100番台
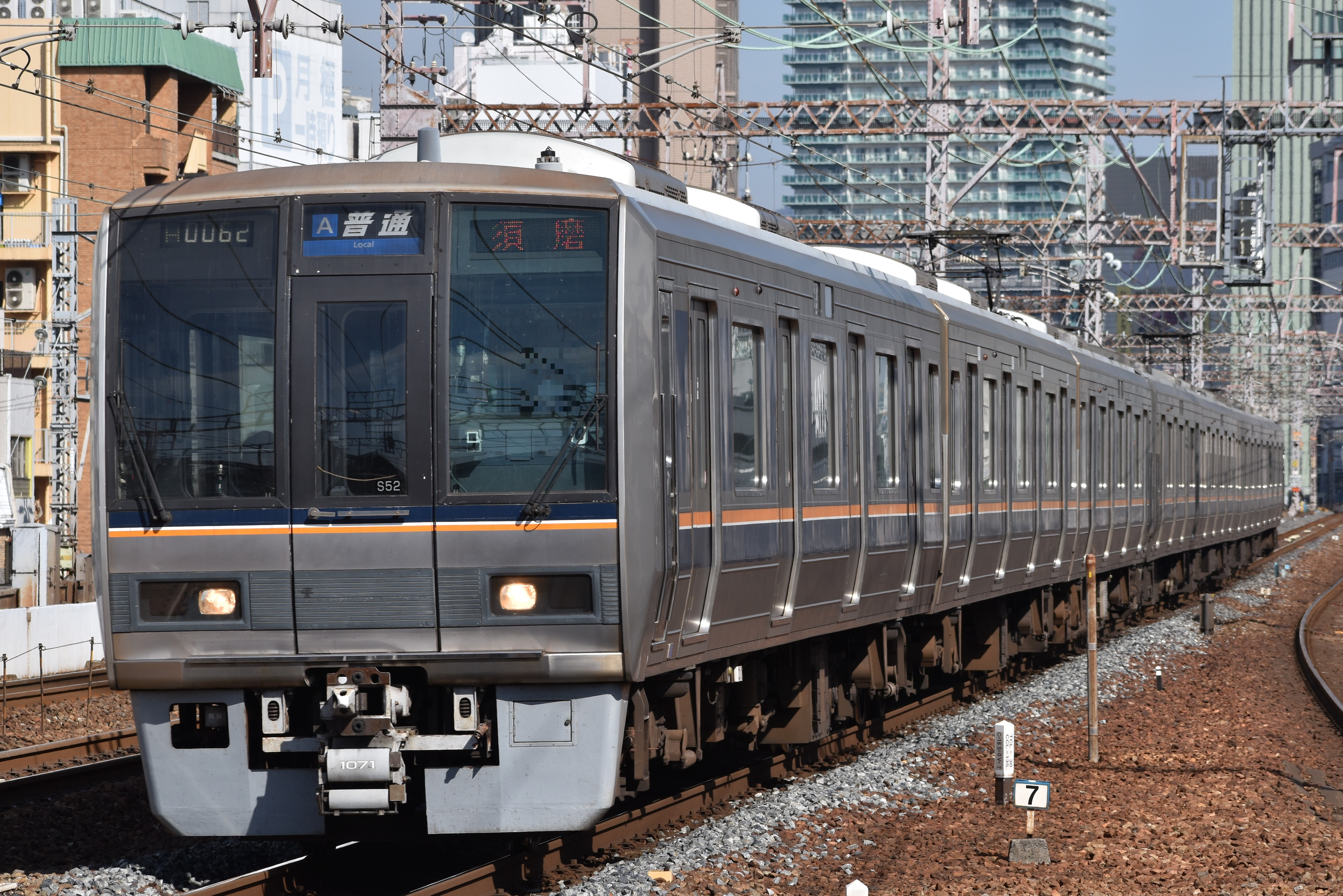
207系
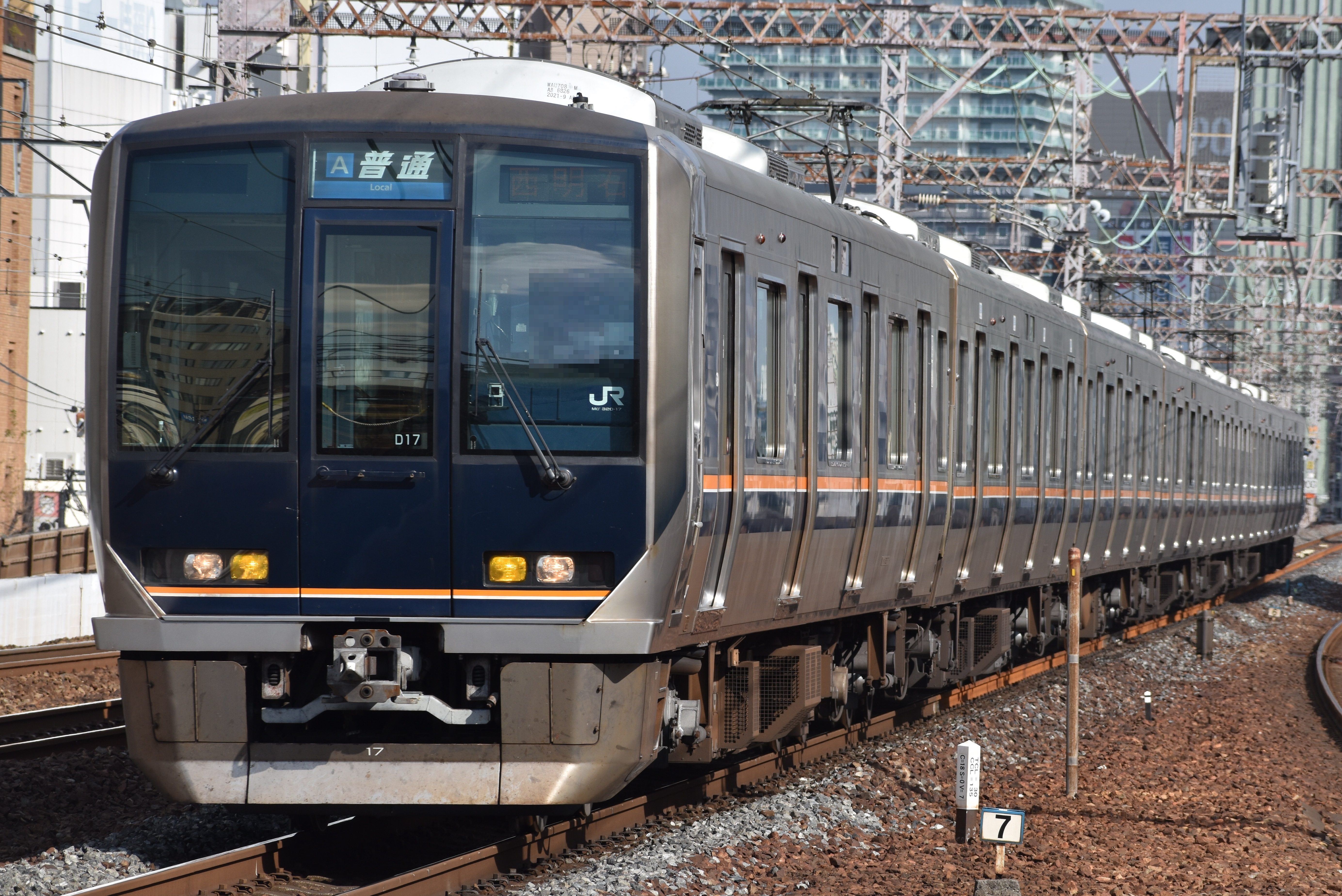
321系
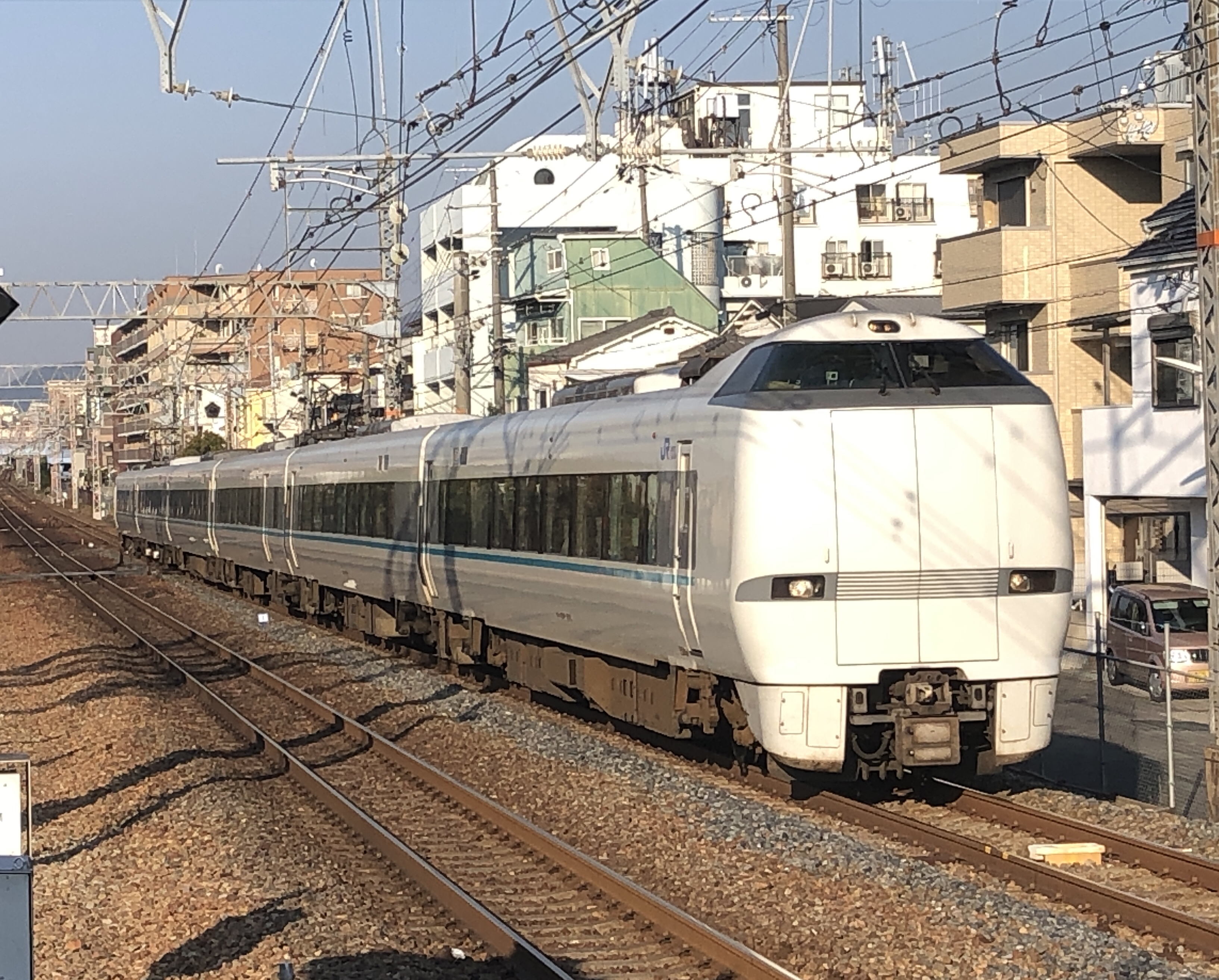
289系
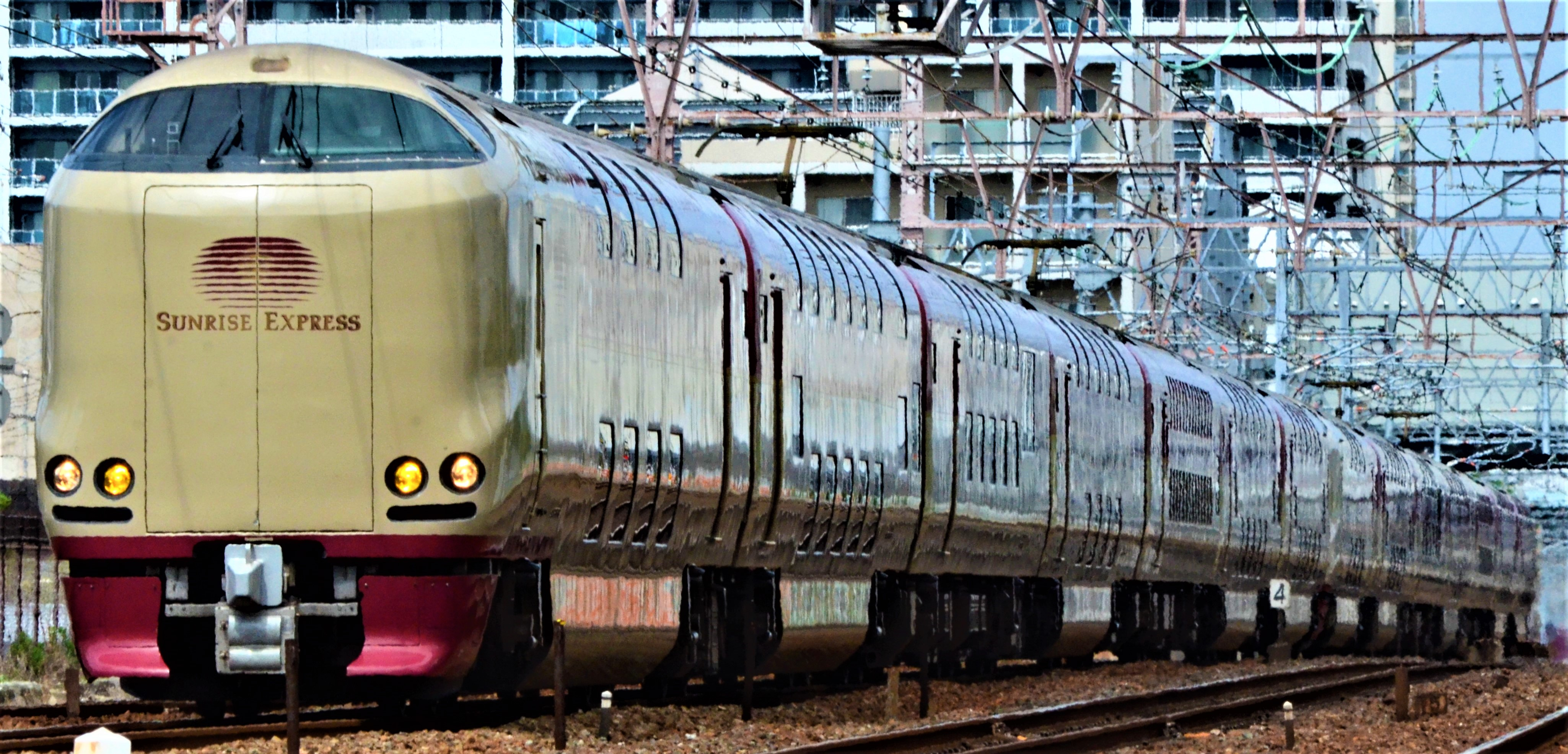
285系

#### 気動車
- HOT7000系
  - 智頭急行の車両を使用し、特急「スーパーはくと」で使用されている。
- キハ189系
  - 吹田総合車両所京都支所に所属する車両で、特急「はまかぜ」として全線を走行している。2010年11月7日からキハ181系に代わって運転を開始した[26]。

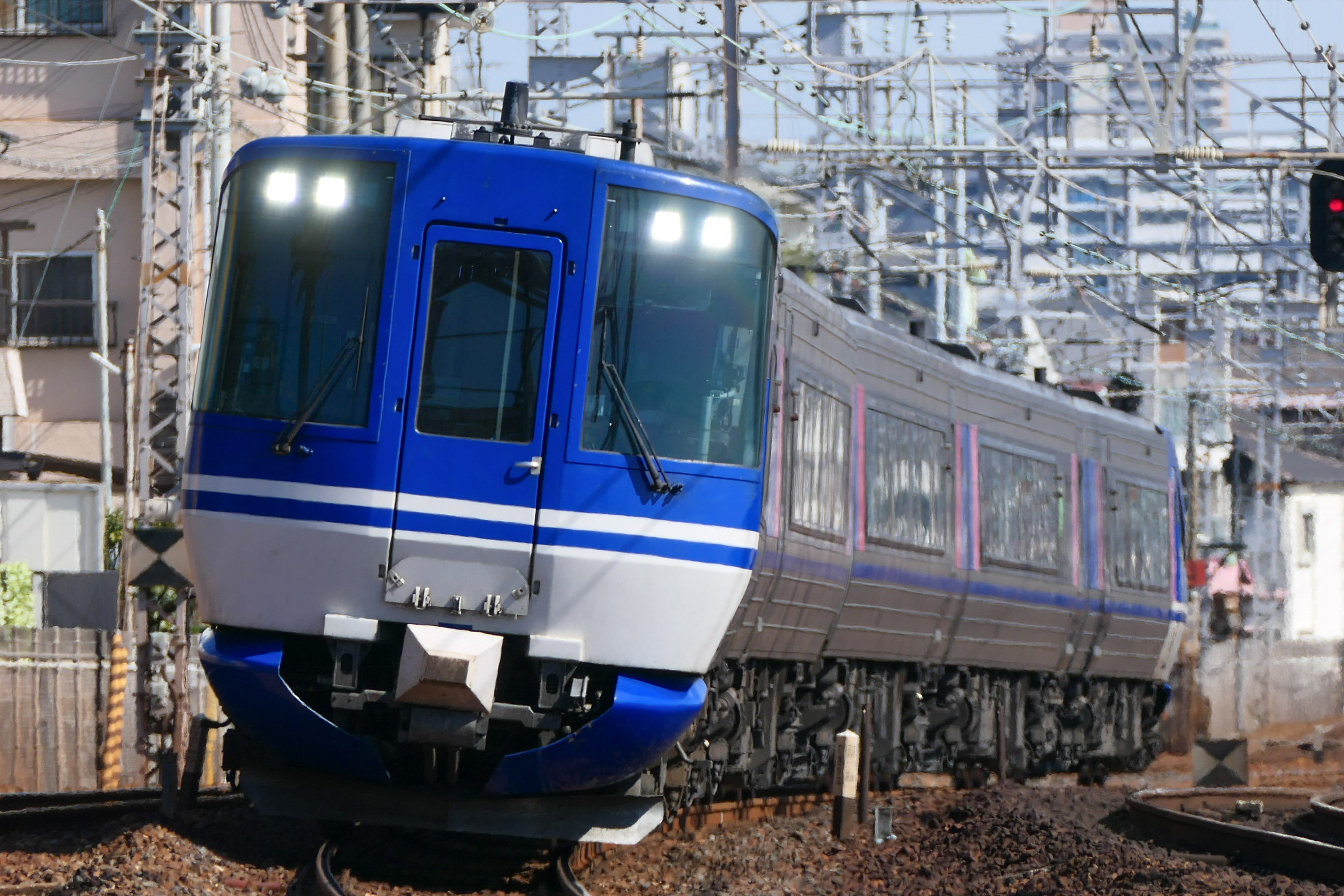
智頭急行HOT7000系
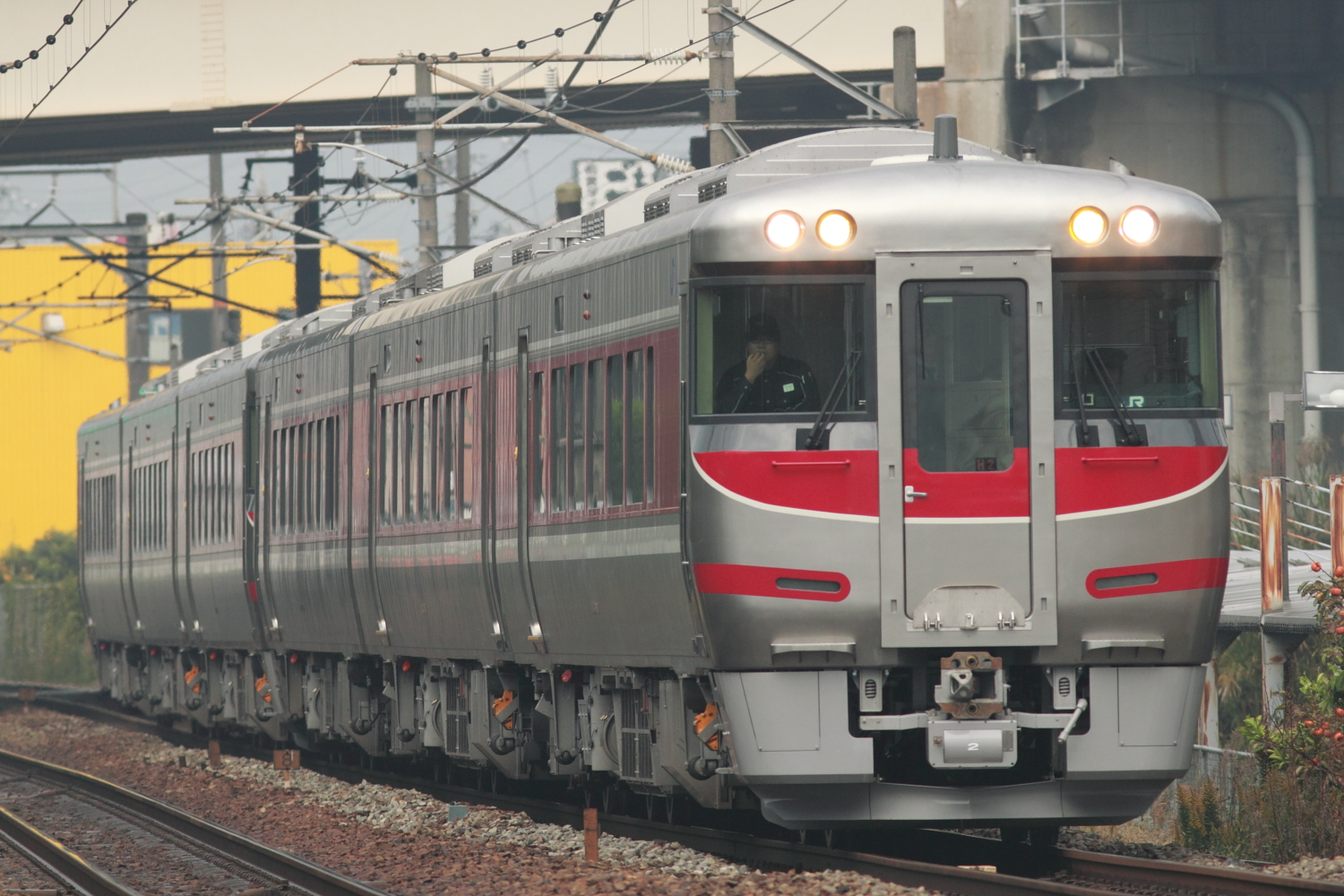
キハ189系

### 過去の車両

#### 電車
国鉄分割民営化後にJR西日本で使用されていた車両を記述する。
- 113系
  - 網干総合車両所（本所）所属の車両を使用し、6両・7両・8両・11両で網干駅 - 大垣駅間などの快速で運転されていたが、2004年10月16日のダイヤ改正により運用を退いた[27]。
- 115系
  - 岡山電車区から網干総合車両所に転属した車両の他、2002年3月までは岡山電車区の所属車両として岡山方面から西明石駅まで乗り入れる運用もあった。
- 117系
  - 1980年から新快速として運用を開始し、1989年3月11日から新快速に221系が投入された後でも最高速度を115km/hに向上させて新快速に充当されていたが、1991年3月16日のダイヤ改正以降は早朝・深夜の新快速に限定して運用され、翌1992年3月14日の改正でJR神戸線での運用がいったん廃止された。1995年4月3日に臨時列車として運用を再開したが、8月12日から223系の投入が始まり、1999年5月10日のダイヤ改正から朝ラッシュ時において223系で130km/h運転が始まったのに伴い、前日の9日限りでJR神戸線での定期運用を終了した。
- 103系
  - 明石電車区（現：網干総合車両所明石支所）の車両を使用し、普通（京阪神緩行線）として運用していたが、高速化やJR東西線の開業を見越して207系に置き換えられ、1994年3月1日にいったん運用が廃止された。1997年9月1日にJR宝塚線 - JR京都線直通運用ができたのに伴い、宮原総合車両所所属の車両を使用し、普通列車で運用されていたが、2003年8月14日に廃止された。その後、JR福知山線脱線事故の影響で2005年8月1日より森ノ宮電車区（現：吹田総合車両所森ノ宮支所）から宮原総合運転所（現：網干総合車両所宮原支所）に103系を借り入れて運用に復帰、9月には東日本旅客鉄道（JR東日本）から購入した103系の編成が運用を開始し、321系の運用が始まる前日の2005年11月30日まで、JR神戸線では大阪駅 - 甲子園口駅で使用された[28]。
  - 加古川線用の103系の検査時には、加古川駅 - 網干総合車両所間で運行される。2023年3月までは和田岬線用の103系が、入出区のため兵庫駅 - 大久保駅 - 網干総合車両所明石支所間で回送列車として運行されていた。
- 201系
  - 網干総合車両所（明石支所）の車両を使用し、普通（京阪神緩行線）として運用していたが、321系を投入して普通の最高速度120km/hに統一するため、森ノ宮電車区（現：吹田総合車両所森ノ宮支所）および奈良電車区（現：吹田総合車両所奈良支所）に転属して2007年3月17日限りで運用が廃止された。
  - 通常は7両編成であるが、阪神・淡路大震災からの復旧で西明石駅 - 灘駅間の運転が再開されたことに伴い、輸送力増強のために8両編成と12両編成に組み替えられ、快速として運転されたこともある。
- 205系（0番台）
  - 網干総合車両所（明石支所）の車両を使用し、普通（京阪神緩行線）として運用していたが、321系を投入して普通の最高速度を120km/hに統一するため、2006年2月7日限りで運用を終了し、日根野電車区（現：吹田総合車両所日根野支所）に転属して阪和線運用に就いた。その後、宮原総合車両所（現：網干総合車両所宮原支所）に転属した車両を使って2011年3月14日から運用に復帰したが、阪和線転属前のように終日運用されず、また尼崎駅より先の神戸・西明石方面には乗り入れず、京都駅・高槻駅 - 尼崎駅間のみで平日朝ラッシュ時限定で運用された。2013年3月16日のダイヤ改正で再び運用が廃止され、日根野支所に再び転属となった[29][30]。
- 221系
  - 網干総合車両所（本所）の車両が使用されていた。1989年の運用開始当初は新快速でも運用されたが223系が導入されるとその役割を譲り、以降は快速（明石駅以西は普通）に使用され、6両、12両編成で運用された。2024年3月16日のダイヤ改正で運用を終了した[31]。

- 103系
- 113系
- 117系
- 201系
- 205系0番台
- 221系

#### 気動車
- キハ181系
  - 特急「はくと」「はまかぜ」として使用され、「はくと」としては1997年11月に運転を終了、「はまかぜ」としては2010年11月6日に定期運用を終了した[32]。

## 阪神・淡路大震災からの復旧

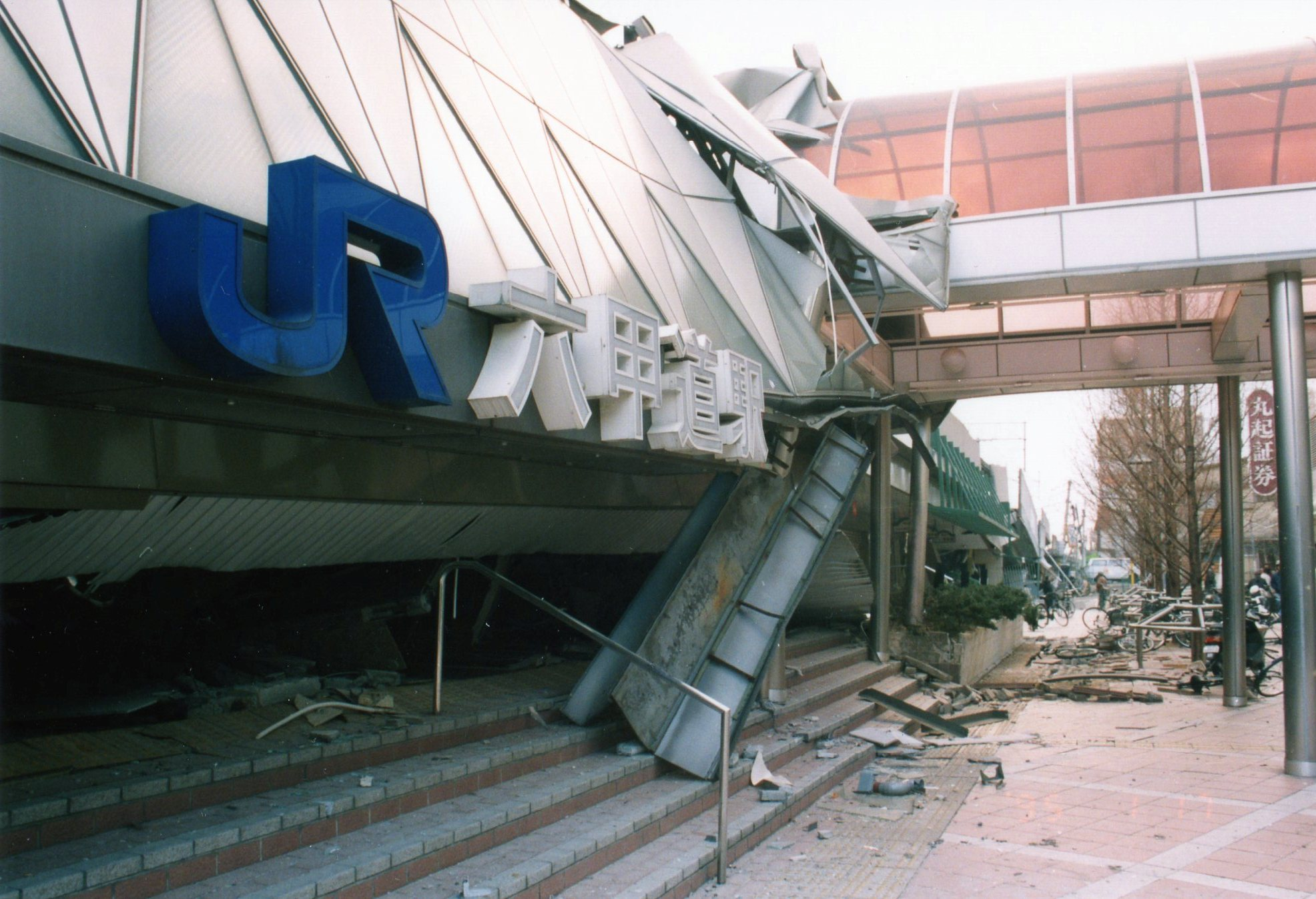
大震災で崩壊した六甲道駅

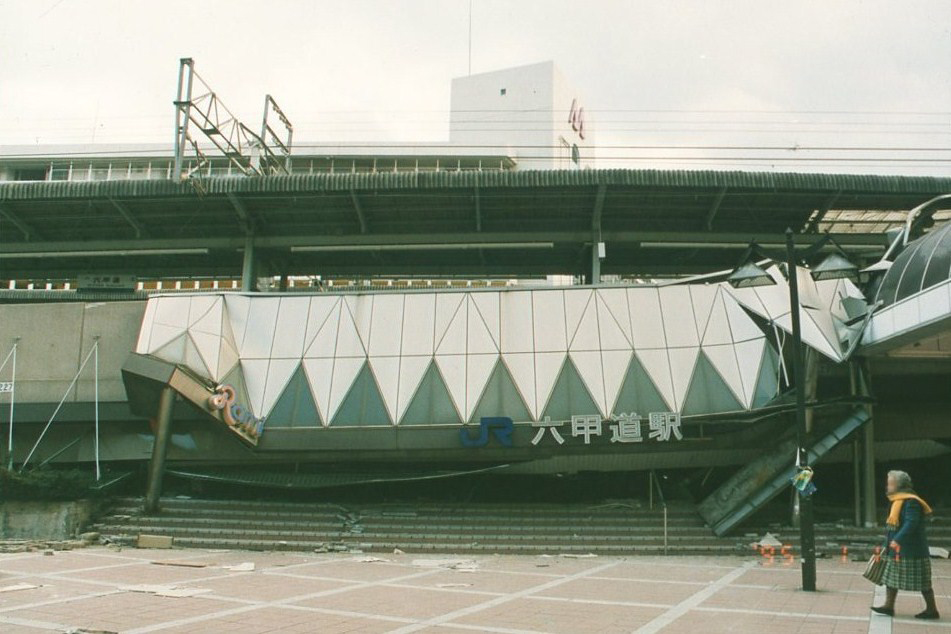
別の角度から

1995年1月17日に発生した兵庫県南部地震（阪神・淡路大震災）は、JR神戸線にも大きな影響を与えた。
西宮駅 - 須磨駅間で貨物列車を含め8本が脱線したほか、鷹取工場でも39両が脱線、転覆した。駅施設関係では、六甲道駅を中心に高架橋や柱に大きな被害を受け、新長田駅付近の盛土が崩壊して駅設備が壊滅した。また、鷹取工場では建物が全壊したほか、検修庫や検修設備に損傷を受けたほか、土留め擁壁が倒壊するなどの被害を受けた。
発生直後から全線で運転を見合わせたが震災当日に運転再開することができず、翌18日に、大阪駅 - 尼崎駅（ - 福知山線塚口駅）間の上下外側線と西明石駅 - 姫路駅間で運転を再開した。運転再開は、折り返しができる駅を活用して工事が進められたが、折り返しができない須磨駅・住吉駅では新規にポイントを設置し、灘駅ではその先の東灘信号場の構内配線を変更して引き上げ線とすることにより折り返しができるようにした。
西明石方面からは、ホームのある上下電車線を優先して復旧を行ったが、灘駅 - 兵庫駅間は方向別線路となっていたため海側2線（下り列車線・電車線）を優先して復旧作業を行った。新長田駅付近では被害が大きかったため、下り列車線と和田岬線への小運転線を活用して複線化している。当時この小運転線は非電化であったため、急遽電化して対応した。なお、新長田駅は駅舎が全壊したため、1月30日に神戸駅 - 須磨駅間の運転を再開しても停車せず、3月10日に仮駅舎ができるまで通過していた。
ダイヤ面においては大阪方面から甲子園口駅までの復旧時は新快速（ただし大阪駅以西は各駅停車）と普通のみ運転され、京都方面からの快速は大阪駅で折り返し運転を行っていた。新快速は大阪方面からは芦屋駅開通時に運転を開始したが、姫路方面からは3月12日まで運転されることはなかった（ただし加古川駅 - 姫路駅間では新快速運転を行う列車は存在していた）。
震災の復旧作業の進捗によって、不通区間が徐々に短縮されていったが、不通区間の東西それぞれで封じ込められた車両で運用を行わなければならず、特に不通区間の東側では車両が不足していた。そのため、播但線を迂回ルートとして車両が回送されたが、播但線は非電化のため、パンタグラフなどの付属機器を網干電車区（現在の網干総合車両所）で一旦撤去し、ディーゼル機関車の牽引により福知山運転所（現在の福知山電車区）まで回送され、同所で取り外した機器類を取り付けて自力で宮原電車区（現在の宮原総合運転所）などに回送された。
しかし、この再配置だけでは車両不足が解消できず、岡山電車区・広島運転所から115系19両および森ノ宮電車区・日根野電車区の103系が運用されたほか、震災時に鷹取工場に入場していた奈良電車区の221系も運用された。また、車両を増結して、通常7両編成の201系のうち4本を4M4Tの8両編成と8M4Tの12両編成に組み替え、201系では最長となる12両編成で運転された。
六甲道駅を含む住吉駅 - 灘駅間は、高架橋が崩落し最も大きな被害を受けたため、最後まで不通区間として残ることになったが、4月1日に74日ぶりに全線が開通した。これにより震災後、阪神間の鉄道が初めて復旧することになり、この日に行われたダイヤ改正で新快速を増発している。六甲道駅復旧の模様はNHKのテレビ番組『プロジェクトX〜挑戦者たち〜』で取り上げられたほか、これを題材として関西テレビ放送で『BRIDGE はじまりは1995.1.17神戸』が放送された。開通区間が延長されるたびに、開通直後から路盤固めまでの暫定ダイヤと、路盤が固まってから次に開通区間がのびるまでの暫定ダイヤの2種類がつくられ、震災発生から全通まで18回のダイヤ改正が行われた。

### 開通の推移

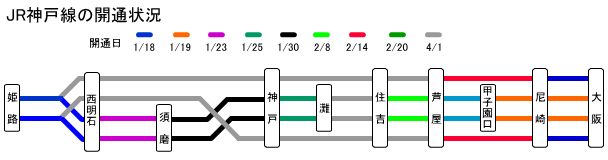
阪神・淡路大震災による開通の推移

- 1月18日：大阪駅 - 塚口駅間・西明石駅 - 姫路駅間が開通。大阪 - 尼崎間は上下外側線で普通のみ運転し、JR宝塚線塚口駅で折り返し。
- 1月19日：大阪駅 - 甲子園口駅間の上下内側線が開通。普通のみ運転。
- 1月23日：須磨駅 - 西明石駅間が開通[37]。上下電車線を使用して、快速・普通を運転。甲子園口駅 - 三ノ宮駅間でバスによる振替輸送[38]。
- 1月25日：甲子園口駅 - 芦屋駅間の上下内側線が開通[37]。普通は芦屋駅、新快速（大阪駅 - 甲子園口駅間は普通）は甲子園口駅折り返し。バスによる振替輸送を芦屋駅 - 三ノ宮駅間に短縮[38]。
- 1月30日：神戸駅 - 須磨駅間が開通[37]。兵庫駅 - 須磨駅間は、上下列車線運転する新長田駅付近 - 鷹取駅付近間を除き、上下内側線・電車線運転。新長田駅は通過。
- 2月8日：芦屋駅 - 住吉駅間の上下内側線が開通[37]。普通は住吉駅、新快速は芦屋駅折り返し。バスによる振替輸送を住吉駅 - 三ノ宮駅間に短縮[38]。
- 2月14日：尼崎駅 - 芦屋駅間の上下外側線が開通。普通・新快速は住吉駅折り返し、快速は芦屋駅折り返し。
- 2月20日：灘駅 - 神戸駅間の下り内外線が運転[37][39]。灘駅 - 住吉駅間はバスによる振替輸送[39]。他社に先駆けて神戸市中心部まで乗り入れるようになった。
- 3月10日：兵庫駅 - 鷹取駅間電車線に復帰し、新長田駅営業再開[40]。
- 3月26日：灘駅 - 神戸駅間の上り内側線が開通し、上り列車は上り内側線に復帰。
- 3月27日：灘駅 - 神戸駅間の下り列車が下り内側線に復帰。
- 4月1日：最後まで不通であった住吉駅 - 灘駅間が復旧し、全線開通する[35]。

## 歴史
JR神戸線としての歴史を記述する。
- 1874年（明治7年）
  - 5月11日：大阪駅 - 神戸駅間（20M27C56L≒32.74km）が旅客線として開業（三ノ宮駅 - 神戸駅間複線）。大阪駅・西ノ宮駅（現在の西宮駅）・三ノ宮駅・神戸駅が開業。
  - 6月1日：神崎駅（現在の尼崎駅）・住吉駅が開業。
  - 12月1日：大阪駅 - 神戸駅間で貨物営業が開始。
- 1888年（明治21年）
  - 11月1日：山陽鉄道により兵庫駅 - 明石駅間 （10M68C11L≒17.46km）が開業。兵庫駅・須磨駅・垂水駅・明石駅が開業。
  - 12月23日：明石駅 - 姫路駅間 （22M14C94L≒35.71km）が延伸開業。大久保駅・土山駅・加古川駅・阿弥陀駅（現在の曽根駅）・姫路駅が開業。
- 1889年（明治22年）
  - 8月：垂水駅が舞子駅に改称。
  - 9月1日：神戸駅 - 兵庫駅間 （1M11C25L≒1.84km）が複線で延伸開業。神戸駅で官営鉄道と接続。
- 1894年（明治27年）4月16日：西ノ宮駅 - 三ノ宮駅間が複線化。
- 1896年（明治29年）
  - 3月11日：大阪駅 - 西ノ宮駅間が複線化。
  - 7月1日：塩屋仮停車場（現在の塩屋駅）・舞子公園仮停車場（現在の舞子駅）が開業。
- 1899年（明治32年）
  - 1月1日：兵庫駅 - 姫路駅間が複線化。
  - 4月1日：舞子駅が垂水駅に、舞子公園仮停車場が舞子仮停車場に改称。
- 1900年（明治33年）
  - 4月1日：鷹取駅が開業。
  - 4月18日：御着駅が開業。
  - 5月14日：宝殿駅が開業。
- 1906年（明治39年）12月1日：山陽鉄道が国有化。同時に和田岬線改マイル、0.2M（≒0.32km）延長。塩屋仮停車場・舞子仮停車場が駅に変更。
- 1908年（明治41年）
  - 2月10日：西ノ宮駅 - 住吉駅間に戎仮乗降場（初代）が開業。神崎駅 - 西ノ宮駅間に武庫川仮信号所（初代）、西ノ宮駅 - 住吉駅間に芦屋仮信号所（初代）が開設。西宮神社祭典に伴う列車増発に対応するため。
  - 2月12日：戎仮乗降場（初代）・武庫川仮信号所（初代）・芦屋仮信号所（初代）が廃止。
  - 2月22日：岡本梅林公園への旅客輸送のため、西ノ宮駅 - 住吉駅間に岡本仮乗降場（初代）が開業。
  - 3月16日：岡本仮乗降場（初代）が廃止。
  - 11月16日：神崎駅 - 西ノ宮駅間に武庫川仮信号所（2代目）、西ノ宮駅 - 住吉駅間に芦屋仮信号所（2代目）が開設。神戸港で観艦式開催による列車増発に対応するため開設。
  - 11月19日：武庫川仮信号所（2代目）・芦屋仮信号所（2代目）が廃止。
- 1909年（明治42年）
  - 2月8日：岡本仮乗降場（2代目）が開業。
  - 12月21日：西宮駅 - 住吉駅間に戎仮乗降場（2代目）が開業（初代と同目的）。神崎駅 - 西ノ宮駅間に武庫川仮信号所（3代目）、西ノ宮駅 - 住吉駅間に芦屋仮信号所（3代目）が開設（両者とも廃止日不詳）。
- 1910年（明治43年）
  - 3月29日：神崎駅 - 西ノ宮駅間に水野信号所、西ノ宮駅 - 住吉駅間に打出信号所が開設。
  - 10月1日：灘聯絡所が駅に変更され、貨物駅として灘駅（初代）が開業。
- 1913年（大正2年）8月1日：打出信号所が駅に変更され、芦屋駅が開業。
- 1915年（大正4年）2月24日：戎仮乗降場（2代目）・岡本仮乗降場（2代目）が廃止。
- 1917年（大正6年）
  - 5月15日：明石駅 - 大久保駅間に小久保信号所が開設。
  - 12月1日：灘駅（2代目）が開業。貨物駅の灘駅（初代）が東灘駅に改称。
- 1918年（大正7年）5月15日：大阪駅 - 神崎駅間に歌島仮信号所が開設。
- 1922年（大正11年）
  - 4月1日：信号所が信号場に改称。
  - 4月15日：大久保駅 - 土山駅間に魚住信号所、土山駅 - 加古川駅間に平岡信号場が開設。
- 1926年（大正15年）11月15日：歌島信号場 - 東灘駅間が複々線化。歌島信号場が廃止。
- 1930年（昭和5年）4月1日：営業距離の単位をマイルからメートルに変更。
- 1931年（昭和6年）10月10日：兵庫駅 - 鷹取駅間が3線化。神戸駅 - 鷹取駅間が高架化。
- 1934年（昭和9年）
  - 5月25日：大阪駅 - 神崎駅間に歌島信号場が開設。
  - 7月20日：大阪駅 - 須磨駅間が電化され、電車運転開始。塚本駅・立花駅・甲子園口駅・六甲道駅・元町駅が開業。歌島信号場が廃止。
  - 9月20日：須磨駅 - 明石駅間が電化。
- 1936年（昭和11年）9月9日：魚住信号場・平岡信号場が廃止。
- 1937年（昭和12年）
  - 5月23日：東灘駅 - 兵庫駅間が複々線化。
  - 10月10日：大阪駅 - 塚本駅間複々線化。
- 1938年（昭和13年）9月22日：兵庫駅 - 鷹取駅間が5線化。
- 1944年（昭和19年）4月1日：明石操車場が駅に変更され、西明石駅が開業。明石駅 - 西明石駅間が電化。
- 1949年（昭和24年）1月1日：神崎駅が尼崎駅に改称。
- 1954年（昭和29年）4月1日：新長田駅が開業。
- 1958年（昭和33年）4月10日：西明石駅 - 姫路駅間が電化。
- 1961年（昭和36年）10月1日：魚住駅・東加古川駅が開業。
- 1965年（昭和40年）3月28日：鷹取駅 - 西明石駅間が複々線化。垂水駅付近が高架化。
- 1968年（昭和43年）6月20日：朝霧駅が開業。
- 1969年（昭和44年）10月1日：塚本駅付近が高架化。
- 1972年（昭和47年）10月1日：東灘駅が操車場に変更され、東灘操車場が開設。
- 1981年（昭和56年）4月1日：東灘操車場が信号場に変更され、東灘信号場が開設。
- 1987年（昭和62年）4月1日：国鉄分割民営化。
- 1988年（昭和63年）3月13日：大阪駅 - 姫路駅間でJR神戸線の愛称が使用開始。
- 1994年（平成6年）3月21日：JR貨物の姫路貨物駅が開業。
- 1995年（平成7年）
  - 1月17日：阪神・淡路大震災により、全線が不通になる。
  - 1月18日：一部区間で運転再開（以後段階的に開通し、不通区間を解消）。
  - 4月1日：最後まで不通であった住吉駅 - 灘駅間が復旧し全通[37]。
- 1996年（平成8年）
  - 3月8日：日中の快速が全列車221系化[41]。
  - 10月1日：甲南山手駅が開業。
  - 10月：一部の駅で接近メロディを試験導入[42]。
- 1997年（平成9年）
  - 3月8日：ダイヤ改正により、日中の223系による新快速が30分間隔になり、すべての快速が221系での運転になる[43]。すべての新快速・快速が尼崎駅に停車するようになる。また、JR神戸線区間を含む塚本駅 - 上郡駅と赤穂線 相生駅 - 播州赤穂駅の各駅に接近メロディ「さざなみ」が導入[42][注釈 5]（大阪駅と、当時は未開業のさくら夙川駅、摩耶駅、須磨海浜公園駅、ひめじ別所駅、東姫路駅、はりま勝原駅は除く）。
  - 9月4日：大阪駅に接近メロディ導入。
- 2002年（平成14年）
  - 7月29日：大阪駅 - 西明石駅間で「JR京都・神戸線運行管理システム」が導入[44]。
  - 11月6日：塚本駅 - 尼崎駅間で、別の人身事故で救助を行っていた救急隊員が死傷する人身事故（東海道線救急隊員死傷事故）が発生。
  - 12月2日：女性専用車が導入される[17]。
- 2003年（平成15年）
  - 5月12日：加古川駅下り線が高架化。
  - 5月26日：加古川駅上り線高架化され、山陽本線部分の高架化が完成[45]。
  - 10月1日：全駅のコンコースの喫煙コーナーが廃止[46]。
  - 11月1日：全区間で「ICOCA」の利用サービスが開始[47]。
  - 12月1日：JR貨物の鷹取駅が神戸貨物ターミナル駅に改称。
- 2005年（平成17年）3月1日：ひめじ別所駅が開業[48]。
- 2006年（平成18年）
  - 3月26日：姫路駅付近の山陽本線部分の高架化が完成[28]。
  - 10月1日：西明石駅 - 播州赤穂駅・上郡駅間で「JR京都・神戸線運行管理システム」が導入[49]。
- 2007年（平成19年）3月18日：さくら夙川駅が開業[50]。西ノ宮駅が西宮駅に改称[51]。各駅で駅自動放送を更新。
- 2008年（平成20年）3月15日：須磨海浜公園駅が開業。
- 2009年（平成21年）7月1日：駅ホームが終日禁煙になる[52]。
- 2011年（平成23年）4月18日：女性専用車が毎日、終日設定される[19]。
- 2016年（平成28年）3月26日：摩耶駅、東姫路駅が開業[53][54][55]。
- 2018年（平成30年）3月17日：各駅に駅ナンバーが導入され、使用を開始する。
- 2019年（平成31年）3月18日：平日限定で姫路駅 - 大阪駅間に特急「らくラクはりま」が運行開始[56][57]。
- 2024年（令和6年）3月15日：221系電車の運用が終了[31]。
- 2025年（令和7年）4月1日：電車特定区間が大阪駅 - 西明石駅間から大阪駅 - 姫路駅間の全区間に拡大[5][6]。
- 2031年（令和13年）度：東加古川駅付近の高架化事業を着工する予定（目標）[58]

## 駅一覧
以下では、JR神戸線の停車場（駅・信号場）と営業キロ、停車列車、接続路線などを一覧表で示す。廃駅・廃止信号場については「東海道本線#廃駅」および「山陽本線#廃駅・廃止信号場」を参照。
- （貨）＝貨物専用駅
- 特定都区市内制度適用範囲の駅：阪＝大阪市内、神＝神戸市内
- #：待避可能駅
- 停車駅
  - 普通[注釈 6]：すべての旅客駅に停車（表中省略）
  - 快速・新快速：●印の駅は全列車停車、▲印の駅は朝の上りの一部（列車線経由）を除いて停車、｜印の駅は全列車通過
    - 快速は、明石駅から姫路方面は普通として運転（上り大阪方面の種別表示変更は西明石駅から）

  - 特急（はまかぜ・スーパーはくと・らくラクはりま・サンライズ瀬戸・サンライズ出雲）：各列車記事参照
- 接続路線：駅名が異なる場合は⇒印で駅名を示す。
- 駅ナンバーは2018年3月17日より導入[59]、北陸本線・琵琶湖線・JR京都線からの通し番号となっている。

| 正式路線名 | 駅ナンバー                 | 駅名          | 駅間 営業 キロ | 累計営業キロ | 累計営業キロ | 累計営業キロ | 累計営業キロ | 快速 | 新快速 | 接続路線 | 線路          | 所在地        | 所在地       | 所在地 |
| 正式路線名 | 駅ナンバー                 | 駅名          | 駅間 営業 キロ | 神戸 から    | 大阪 から    | 米原 から    | 東京 から    | 快速 | 新快速 | 接続路線 | 線路          | 所在地        | 所在地       | 所在地 |
| ---------- | -------------------------- | ------------- | -------------- | ------------ | ------------ | ------------ | ------------ | ---- | --- | --- | ------------- | ------------- | ------------ | ------ |
| 東海道本線 | JR-A47                     | 大阪駅 阪     | -              | 33.1         | 0.0          | 110.5        | 556.4        | ●    | ● | 西日本旅客鉄道： 東海道本線（JR京都線）・ 福知山線（JR宝塚線: JR-G47）・ 大阪環状線（JR-O11）・ おおさか東線（JR-F01）・東海道本線貨物支線（梅田貨物線）・ JR東西線（北新地駅: JR-H44） 阪急電鉄： 神戸本線・ 宝塚本線・ 京都本線（大阪梅田駅: HK-01） 阪神電気鉄道： 本線（大阪梅田駅: HS 01） 大阪市高速電気軌道： 御堂筋線（梅田駅: M16）・ 谷町線（東梅田駅: T20）・ 四つ橋線（西梅田駅: Y11） | 方向別複々線  | 大阪府大阪市  | 大阪府大阪市 | 北区   |
| 東海道本線 | JR-A48                     | 塚本駅 阪     | 3.4            | 29.7         | 3.4          | 113.9        | 559.8        | ｜   | ｜ | 西日本旅客鉄道： 福知山線（JR宝塚線: JR-G48） | 方向別複々線  | 大阪府大阪市  | 大阪府大阪市 | 淀川区 |
| 東海道本線 | JR-A49                     | 尼崎駅        | 4.3            | 25.4         | 7.7          | 118.2        | 564.1        | ●    | ● | 西日本旅客鉄道： 福知山線（JR宝塚線: JR-G49）・ JR東西線（JR-H49）・東海道本線貨物支線（北方貨物線） | 方向別複々線  | 兵庫県        | 尼崎市       | 尼崎市 |
| 東海道本線 | JR-A50                     | 立花駅        | 3.0            | 22.4         | 10.7         | 121.2        | 567.1        | ｜   | ｜ | | 方向別複々線  | 兵庫県        | 尼崎市       | 尼崎市 |
| 東海道本線 | JR-A51                     | 甲子園口駅    | 2.2            | 20.2         | 12.9         | 123.4        | 569.3        | ｜   | ｜ | | 方向別複々線  | 兵庫県        | 西宮市       | 西宮市 |
| 東海道本線 | JR-A52                     | 西宮駅        | 2.5            | 17.7         | 15.4         | 125.9        | 571.8        | ●    | ｜ | | 方向別複々線  | 兵庫県        | 西宮市       | 西宮市 |
| 東海道本線 | JR-A53                     | さくら夙川駅  | 1.5            | 16.2         | 16.9         | 127.4        | 573.3        | ｜   | ｜ | | 方向別複々線  | 兵庫県        | 西宮市       | 西宮市 |
| 東海道本線 | JR-A54                     | 芦屋駅#       | 2.3            | 13.9         | 19.2         | 129.7        | 575.6        | ●    | ● | | 方向別複々線  | 兵庫県        | 芦屋市       | 芦屋市 |
| 東海道本線 | JR-A55                     | 甲南山手駅 神 | 1.4            | 12.5         | 20.6         | 131.1        | 577.0        | ｜   | ｜ | | 方向別複々線  | 兵庫県        | 神戸市       | 東灘区 |
| 東海道本線 | JR-A56                     | 摂津本山駅 神 | 1.5            | 11.0         | 22.1         | 132.6        | 578.5        | ｜   | ｜ | | 方向別複々線  | 兵庫県        | 神戸市       | 東灘区 |
| 東海道本線 | JR-A57                     | 住吉駅 神     | 1.6            | 9.4          | 23.7         | 134.2        | 580.1        | ●    | ｜ | 神戸新交通： R 六甲アイランド線（R01） | 方向別複々線  | 兵庫県        | 神戸市       | 東灘区 |
| 東海道本線 | JR-A58                     | 六甲道駅 神   | 2.2            | 7.2          | 25.9         | 136.4        | 582.3        | ●    | ｜ | | 方向別複々線  | 兵庫県        | 神戸市       | 灘区   |
| 東海道本線 | JR-A59                     | 摩耶駅 神     | 1.4            | 5.8          | 27.3         | 137.8        | 583.7        | ｜   | ｜ | | 方向別複々線  | 兵庫県        | 神戸市       | 灘区   |
| 東海道本線 | JR-A60                     | 灘駅 神       | 0.9            | 4.9          | 28.2         | 138.7        | 584.6        | ｜   | ｜ | | 方向別複々線  | 兵庫県        | 神戸市       | 灘区   |
| 東海道本線 | JR-A61                     | 三ノ宮駅 神   | 2.4            | 2.5          | 30.6         | 141.1        | 587.0        | ●    | ● | 西日本旅客鉄道： 山陽新幹線（新神戸駅） 阪急電鉄： 神戸本線・ 神戸高速線（神戸三宮駅: HK-16） 阪神電気鉄道： 本線（神戸三宮駅: HS 32） 神戸新交通： P ポートアイランド線（三宮駅: P01） 神戸市営地下鉄： 西神・山手線（三宮駅: S03） 神戸市営地下鉄： 海岸線（三宮・花時計前駅: K01） | 方向別複々線  | 兵庫県        | 神戸市       | 中央区 |
| 東海道本線 | JR-A62                     | 元町駅 神     | 0.8            | 1.7          | 31.4         | 141.9        | 587.8        | ●    | ｜ | 西日本旅客鉄道： 山陽新幹線（新神戸駅） 阪神電気鉄道： 本線・ 神戸高速線（HS 33） 神戸市営地下鉄： 海岸線（旧居留地・大丸前駅: K02） | 方向別複々線  | 兵庫県        | 神戸市       | 中央区 |
| 東海道本線 | JR-A63                     | 神戸駅 神#    | 1.7            | 0.0          | 33.1         | 143.6        | 589.5        | ●    | ● | 西日本旅客鉄道： 山陽新幹線（新神戸駅） 阪神電気鉄道： 神戸高速線（高速神戸駅: HS 35） 阪急電鉄： 神戸高速線（高速神戸駅: HS 35） 神戸市営地下鉄： 海岸線（ハーバーランド駅: K04） | 方向別複々線  | 兵庫県        | 神戸市       | 中央区 |
| 山陽本線   | JR-A63                     | 神戸駅 神#    | 1.7            | 0.0          | 33.1         | 143.6        | 589.5        | ●    | ● | 西日本旅客鉄道： 山陽新幹線（新神戸駅） 阪神電気鉄道： 神戸高速線（高速神戸駅: HS 35） 阪急電鉄： 神戸高速線（高速神戸駅: HS 35） 神戸市営地下鉄： 海岸線（ハーバーランド駅: K04） | 方向別複々線  | 兵庫県        | 神戸市       | 中央区 |
| JR-A64     | 兵庫駅 神                  | 1.8           | 1.8            | 34.9         | 145.4        | 591.3        | ●            | ｜   | 西日本旅客鉄道：■山陽本線支線（和田岬線）                                                                              | 兵庫区 | 方向別複々線  | 兵庫県        | 神戸市       |        |
| JR-A65     | 新長田駅 神                | 2.3           | 4.1            | 37.2         | 147.7        | 593.6        | ｜           | ｜   | 西日本旅客鉄道： 山陽新幹線（新神戸駅） 神戸市営地下鉄： 西神・山手線（S09）・ 海岸線（K10）                           | 線路別複々線 | 長田区        | 兵庫県        | 神戸市       |        |
| JR-A66     | 鷹取駅 神                  | 1.0           | 5.1            | 38.2         | 148.7        | 594.6        | ｜           | ｜   | | 線路別複々線 | 須磨区        | 兵庫県        | 神戸市       |        |
|            | （貨）神戸貨物ターミナル駅 | 1.0           | 5.1            | 38.2         | 148.7        | 594.6        | ｜           | ｜   | | 線路別複々線 | 須磨区        | 兵庫県        | 神戸市       |        |
| JR-A67     | 須磨海浜公園駅 神          | 0.9           | 6.0            | 39.1         | 149.6        | 595.5        | ｜           | ｜   | | 線路別複々線 | 須磨区        | 兵庫県        | 神戸市       |        |
| JR-A68     | 須磨駅 神#                 | 1.3           | 7.3            | 40.4         | 150.9        | 596.8        | ▲            | ｜   | 山陽電気鉄道： 本線（山陽須磨駅: SY 06）                                                                               | 線路別複々線 | 須磨区        | 兵庫県        | 神戸市       |        |
| JR-A69     | 塩屋駅 神                  | 2.9           | 10.2           | 43.3         | 153.8        | 599.7        | ｜           | ｜   | 山陽電気鉄道： 本線（山陽塩屋駅: SY 08）                                                                               | 線路別複々線 | 垂水区        | 兵庫県        | 神戸市       |        |
| JR-A70     | 垂水駅 神                  | 2.9           | 13.1           | 46.2         | 156.7        | 602.6        | ▲            | ｜   | 山陽電気鉄道： 本線（山陽垂水駅: SY 11）                                                                               | 線路別複々線 | 垂水区        | 兵庫県        | 神戸市       |        |
| JR-A71     | 舞子駅 神                  | 2.0           | 15.1           | 48.2         | 158.7        | 604.6        | ▲            | ｜   | 山陽電気鉄道： 本線（舞子公園駅: SY 13）                                                                               | 線路別複々線 | 垂水区        | 兵庫県        | 神戸市       |        |
| JR-A72     | 朝霧駅                     | 1.9           | 17.0           | 50.1         | 160.6        | 606.5        | ｜           | ｜   | | 線路別複々線 | 明石市        | 明石市        |              |        |
| JR-A73     | 明石駅                     | 2.4           | 19.4           | 52.5         | 163.0        | 608.9        | ●            | ●    | 山陽電気鉄道： 本線 （山陽明石駅: SY 17）                                                                              | 線路別複々線 | 明石市        | 明石市        |              |        |
| JR-A74     | 西明石駅                   | 3.4           | 22.8           | 55.9         | 166.4        | 612.3        | ●            | ●    | 西日本旅客鉄道： 山陽新幹線                                                                                            | 線路別複々線 | 明石市        | 明石市        |              |        |
| JR-A75     | 大久保駅#                  | 2.8           | 25.6           | 58.7         | 169.2        | 615.1        | ●            | ｜   | | 複線 | 明石市        | 明石市        |              |        |
| JR-A76     | 魚住駅                     | 3.5           | 29.1           | 62.2         | 172.7        | 618.6        | ●            | ｜   | | 複線 | 明石市        | 明石市        |              |        |
| JR-A77     | 土山駅#                    | 3.1           | 32.2           | 65.3         | 175.8        | 621.7        | ●            | ｜   | | 複線 | 加古郡 播磨町 | 加古郡 播磨町 |              |        |
| JR-A78     | 東加古川駅#                | 3.3           | 35.5           | 68.6         | 179.1        | 625.0        | ●            | ｜   | | 複線 | 加古川市      | 加古川市      |              |        |
| JR-A79     | 加古川駅#                  | 3.6           | 39.1           | 72.2         | 182.7        | 628.6        | ●            | ●    | 西日本旅客鉄道： 加古川線                                                                                              | 複線 | 加古川市      | 加古川市      |              |        |
| JR-A80     | 宝殿駅#                    | 3.3           | 42.4           | 75.5         | 186.0        | 631.9        | ●            | ｜   | | 複線 | 高砂市        | 高砂市        |              |        |
| JR-A81     | 曽根駅                     | 4.0           | 46.4           | 79.5         | 190.0        | 635.9        | ●            | ｜   | | 複線 | 高砂市        | 高砂市        |              |        |
| JR-A82     | ひめじ別所駅               | 2.0           | 48.4           | 81.5         | 192.0        | 637.9        | ●            | ｜   | | 複線 | 姫路市        | 姫路市        |              |        |
|            | （貨）姫路貨物駅           | 2.0           | 48.4           | 81.5         | 192.0        | 637.9        | ｜           | ｜   | | 複線 | 姫路市        | 姫路市        |              |        |
| JR-A83     | 御着駅#                    | 2.1           | 50.5           | 83.6         | 194.1        | 640.0        | ●            | ｜   | | 複線 | 姫路市        | 姫路市        |              |        |
| JR-A84     | 東姫路駅                   | 2.4           | 52.9           | 86.0         | 196.5        | 642.4        | ●            | ｜   | | 複線 | 姫路市        | 姫路市        |              |        |
| JR-A85     | 姫路駅#                    | 1.9           | 54.8           | 87.9         | 198.4        | 644.3        | ●            | ●    | 西日本旅客鉄道： 山陽新幹線・ 山陽本線〈相生方面〉・ 赤穂線・ 播但線・ 姫新線 山陽電気鉄道： 本線（山陽姫路駅: SY 43） | 複線 | 姫路市        | 姫路市        |              |        |

1. ↑  福知山線の正式な起点は尼崎駅だが、運転系統としての「JR宝塚線」は全列車が東海道本線（JR神戸線）経由で大阪駅まで乗り入れる。
2. ↑  おおさか東線の正式な起点は新大阪駅だが、運転系統としての「おおさか東線」は東海道本線貨物支線（梅田貨物線）経由で大阪駅まで乗り入れる。
3. ↑  大阪駅と北新地駅の間は徒歩連絡の特例がある（JR東西線#乗車制度を参照）
4. ↑  京都本線の正式な起点は十三駅だが、運転系統としての「京都本線」は全列車が宝塚本線経由で大阪梅田駅まで乗り入れる。
5. 1 2 3 4  直接的な接続ではないが、神戸市内発着の乗車券に限って地下鉄などを経由して、山陽新幹線新神戸駅との乗り換えのための途中下車を特別に認めている。詳細は「新神戸駅#JR在来線との接続」を参照。
6. ↑  赤穂線の正式な起点は相生駅だが、播州赤穂からの列車は全て姫路駅へ乗り入れる。

- 直営駅（28駅）
  - 大阪駅・塚本駅・尼崎駅・立花駅・甲子園口駅・西宮駅・芦屋駅・摂津本山駅・住吉駅・六甲道駅・摩耶駅・灘駅・三ノ宮駅・元町駅・神戸駅・新長田駅・須磨駅・垂水駅・舞子駅・朝霧駅・明石駅・西明石駅・土山駅・東加古川駅・加古川駅・宝殿駅・御着駅・姫路駅
- 業務委託駅（11駅）
  - JR西日本交通サービス
    - さくら夙川駅・甲南山手駅・兵庫駅・鷹取駅・須磨海浜公園駅・塩屋駅・大久保駅・魚住駅・曽根駅・ひめじ別所駅・東姫路駅

### 過去の接続路線
- 東灘信号場：日本貨物鉄道 東海道本線貨物支線（神戸臨港線） - 2003年12月1日廃止
  - 神戸港駅まで延びていた貨物線。鷹取駅構内の留置線を転用して神戸貨物ターミナル駅が開業したのに併せて廃止された。
- 三ノ宮駅：神戸市電 ⇒ 三宮阪急前停留場
- 神戸駅：神戸市電 ⇒ 神戸駅前停留場
- 兵庫駅：
  - 山陽電気鉄道本線 ⇒ 電鉄兵庫駅
  - 神戸市電
- 須磨駅：神戸市電
- 土山駅：別府鉄道土山線
- 加古川駅：高砂線
- 姫路駅：姫路市交通局モノレール線

### 接近メロディ
1997年（平成9年）3月8日から各駅には専用の接近メロディである「さざなみ」が導入されている。このメロディは本来JR神戸線の区間には入らない姫路駅 - 上郡駅間の各駅に加え、赤穂線の相生駅 - 播州赤穂駅間の各駅でも使用されている（前者については上郡まで兵庫支社管轄であるため）。ただし、大阪駅は大阪環状線と同様のメロディを使用している。
さくら夙川駅は2007年（平成19年）3月18日の開業時からコブクロの楽曲「桜」をアレンジした専用メロディが使用されていたが、著作権使用料の関係で2010年（平成22年）3月2日から「さざなみ」に変更されている（到着放送も廃止、さらに2015年〈平成27年〉3月12日には「さざなみ（音質見直し版）」に再変更）。また、須磨海浜公園駅では「かもめの水兵さん」をアレンジした専用メロディが使用されていたが、2014年（平成26年）7月16日から「さざなみ（音質見直し版）」に変更されている。2015年（平成27年）3月12日からはこの音質見直し版をJR神戸線各駅ならびに山陽本線相生駅以東・上郡駅、赤穂線播州赤穂駅に拡大した。

## 新駅設置計画
明石駅 - 西明石駅間に新駅を設置する計画があるが、計画は停滞している。また、大久保駅 - 魚住駅間にも新駅を設置する計画がある。かつては、加古川駅 - 東加古川駅間に新駅を設置する構想があった。